# Monolithe
Pour les articles homonymes, voir Monolithe (homonymie).

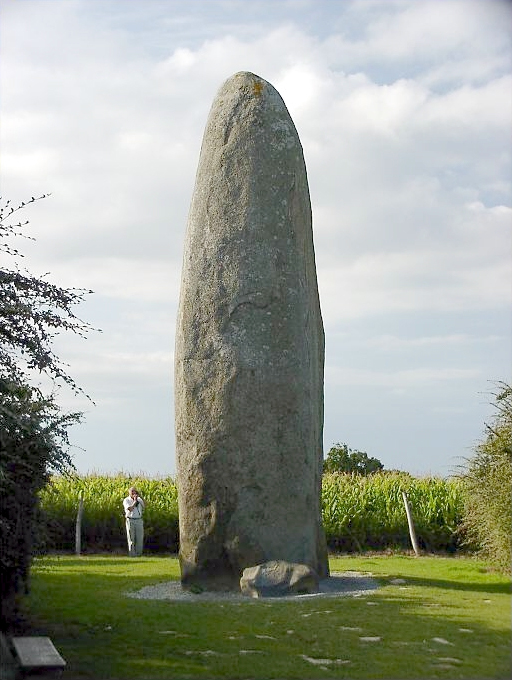
Menhir de Champ-Dolent, hauteur : 9,30 m, Dol-de-Bretagne, en Bretagne.

Un monolithe (du grec μόνος / mónos, « un seul », et λίθος / líthos, « pierre ») est un bloc de pierre massif, constitué d'un seul élément, naturel ou taillé. Il est parfois monumental, voire de très grande dimension. L'architecture monolithe (ou monolithique) est une construction réalisée dans un bloc unique constitué d'un seul matériau. Quand on a affaire à un relief résiduel non monobloc créé par l'érosion, on parle d'inselberg et non de monolithe.

## Monolithes naturels
Un monolithe peut être naturel : le mont Augustus (souvent qualifié de plus grand monolithe du monde bien qu'il soit un monoclinal composé de plusieurs types de roches) et Uluru/Ayers Rock (en fait un inselberg), en Australie, le monolithe de Ben Amira en Mauritanie, ou le monolithe Zuma Rock au Nigeria.
Certaines masses rocheuses peuvent être qualifiés de monolithe bien que constituées en réalité d'amas de roches agglomérées : c'est par exemple le cas en France du monolithe cargneulitique de Sardières (93 m de haut).
Au Québec, la Réserve de parc national de l'Archipel-de-Mingan abrite la plus grande concentration de monolithes d’érosion au Canada, des sites fossilifères importants, des milieux écologiques uniques, la nature entièrement calcaire des roches horizontales stratifiées exerce une influence profonde sur la structure de la flore et sur le choix des espèces,,,.

Quelques monolithes naturels
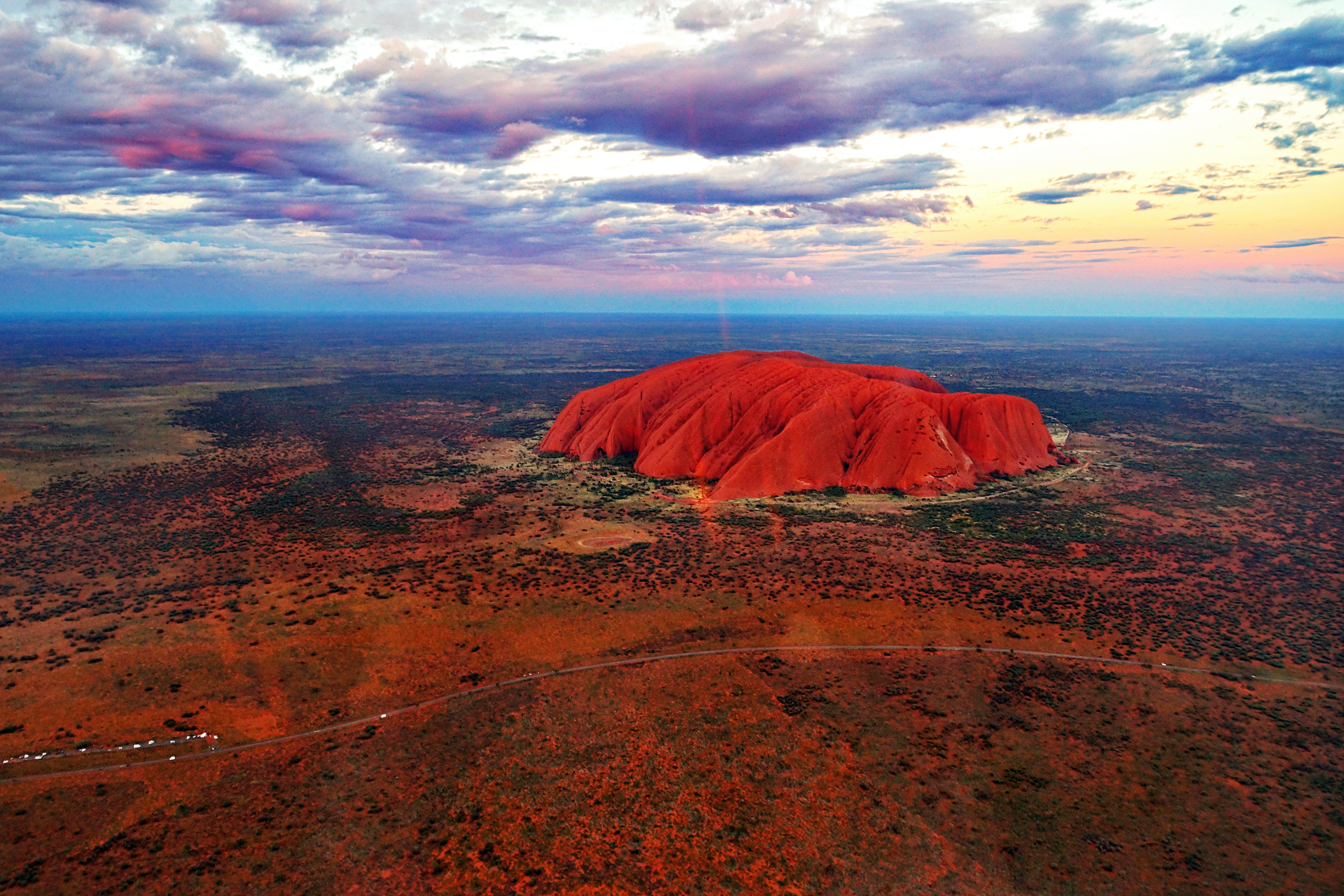
Uluru/Ayers Rock, en Australie.
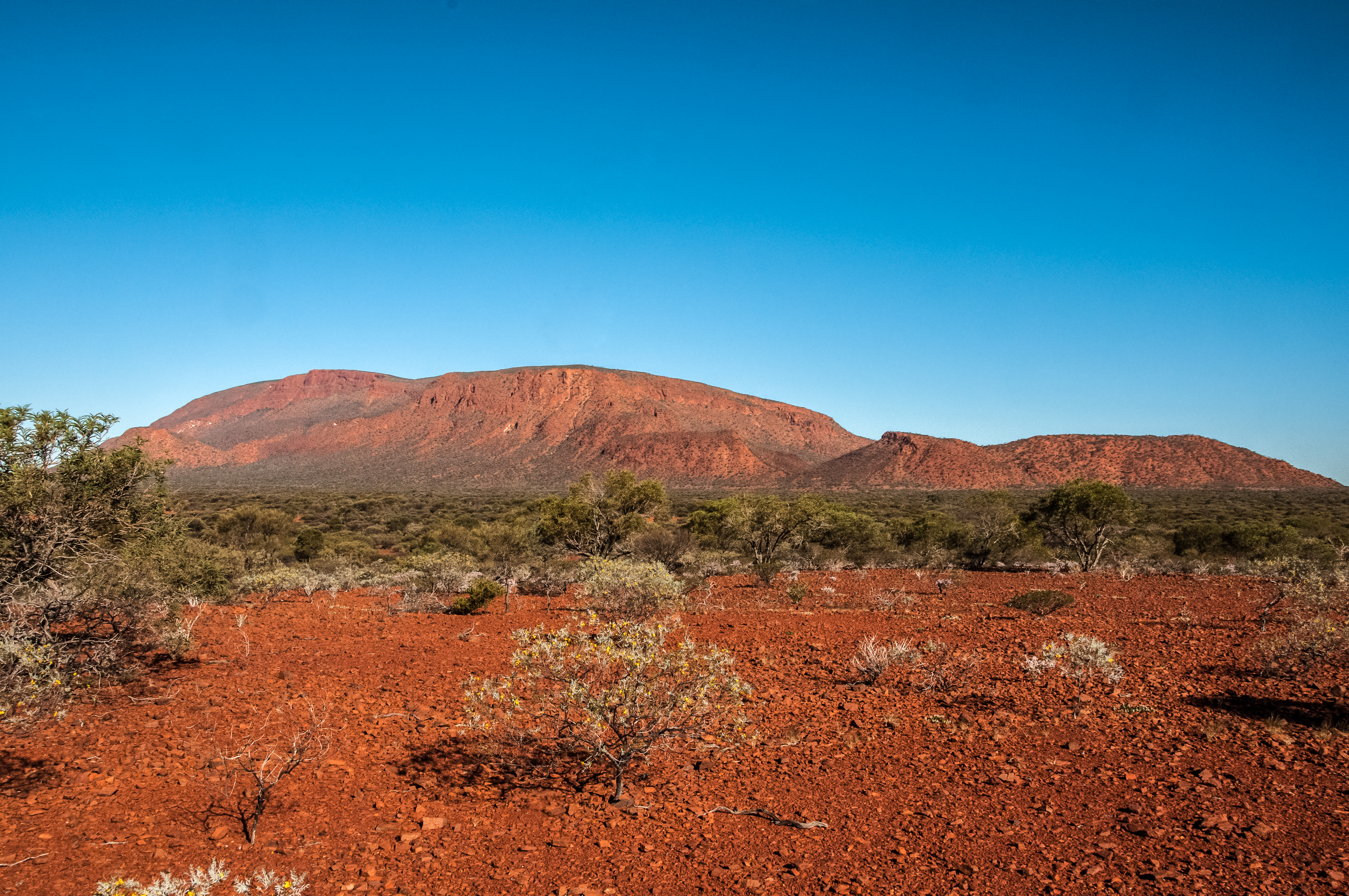
Mont Augustus, en Australie.
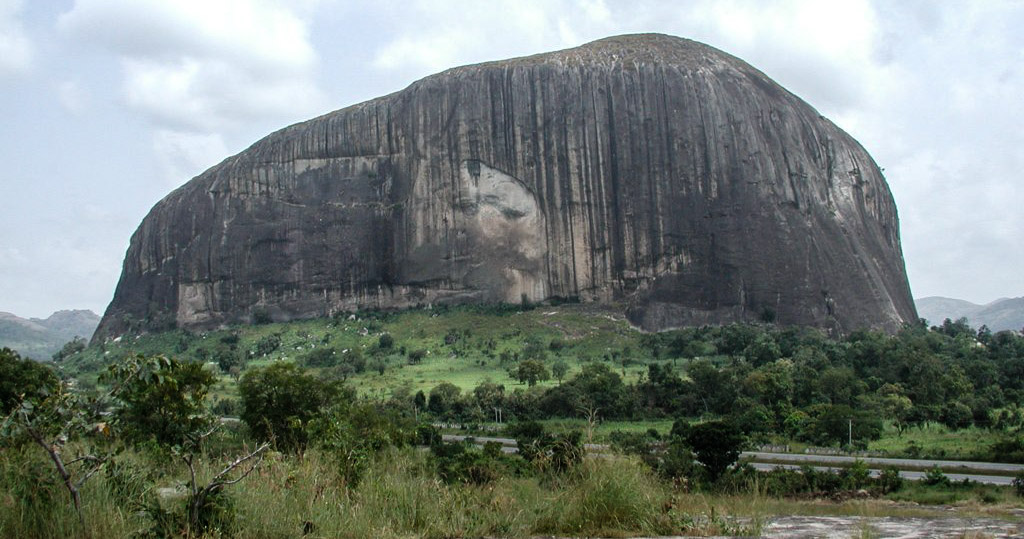
Zuma Rock au Nigeria.
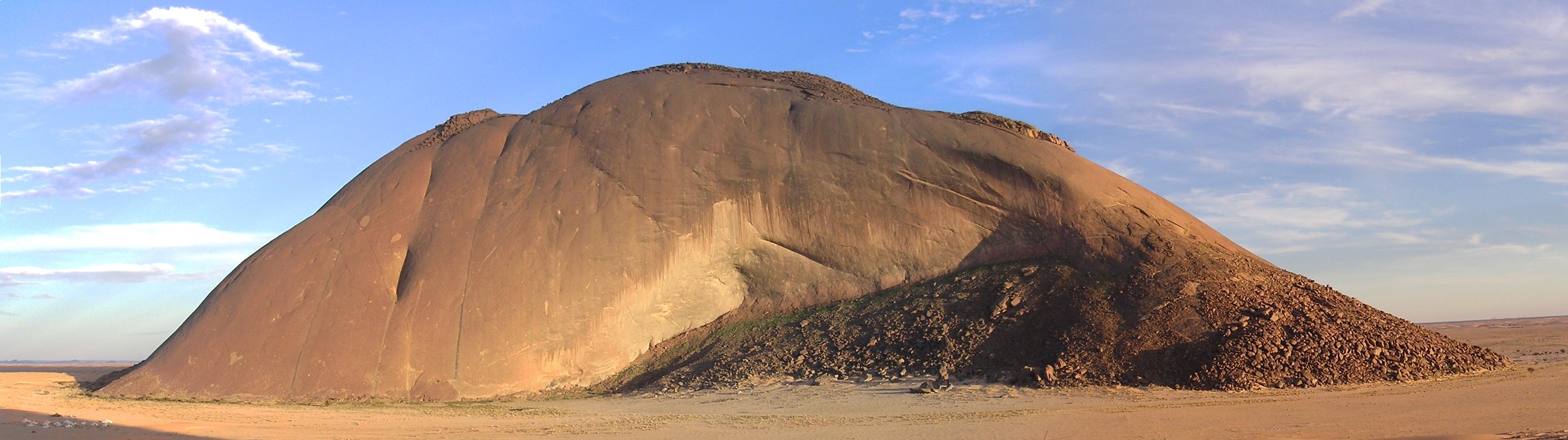
Monolithe de Ben Amira, en Mauritanie.
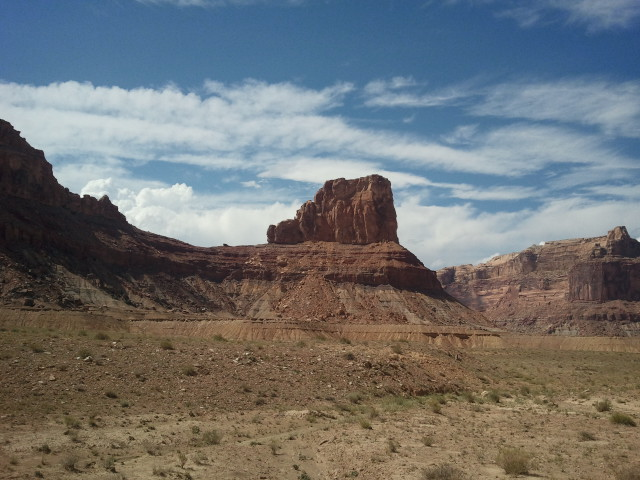
Pic Bottleneck, dans l'Utah aux États-Unis.
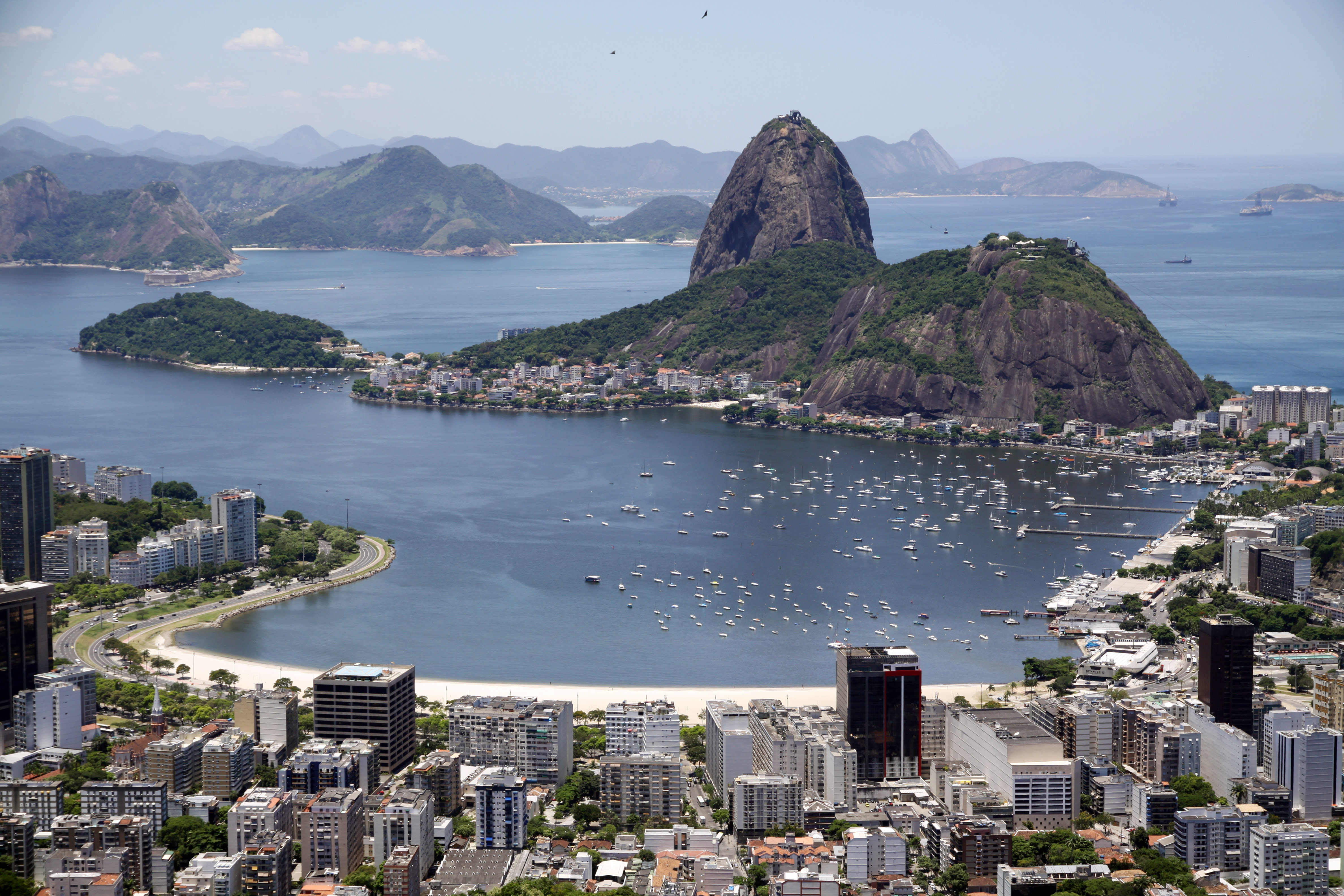
Mont du Pain de Sucre de Rio de Janeiro au Brésil.
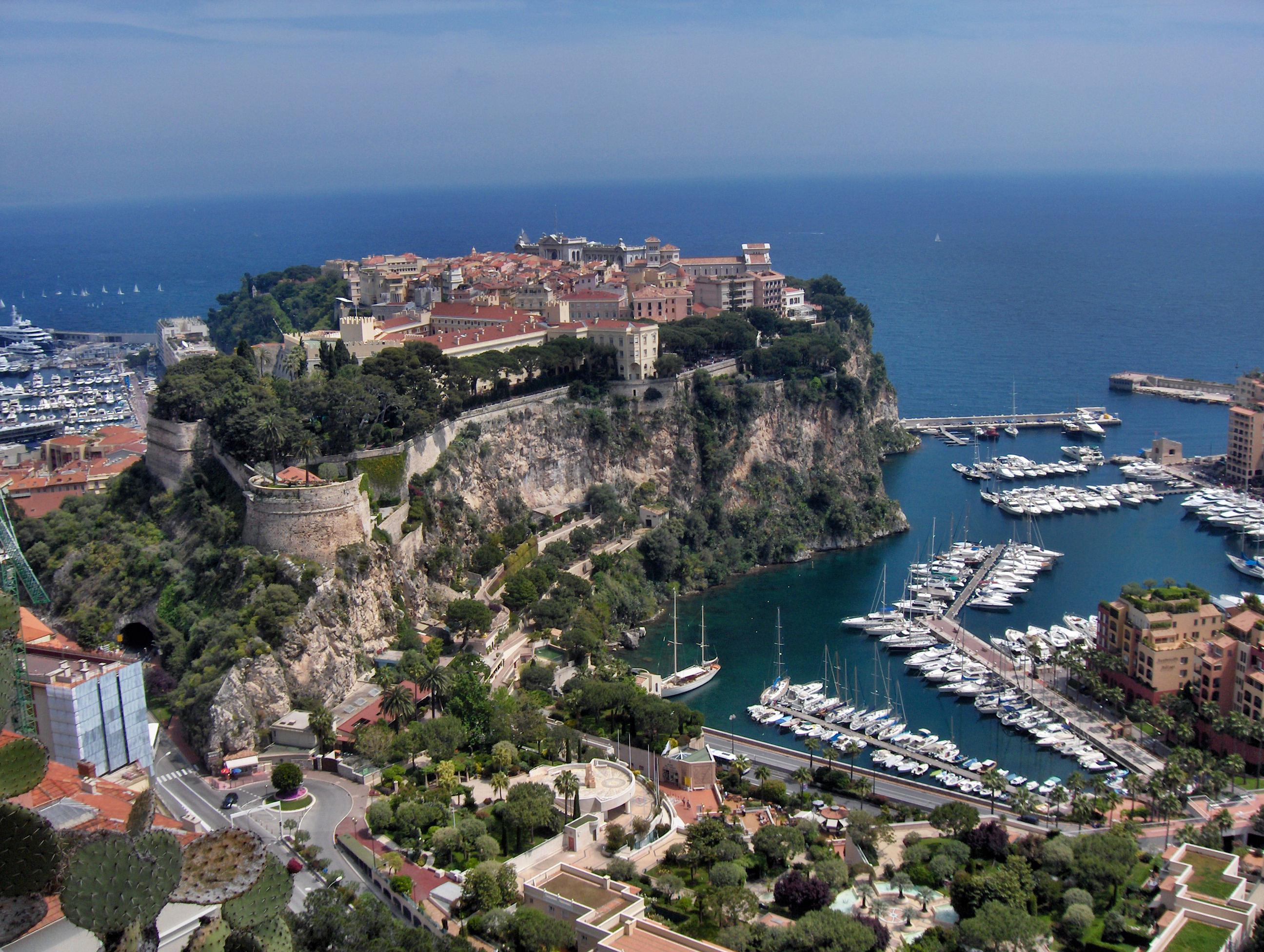
Rocher de Monaco.
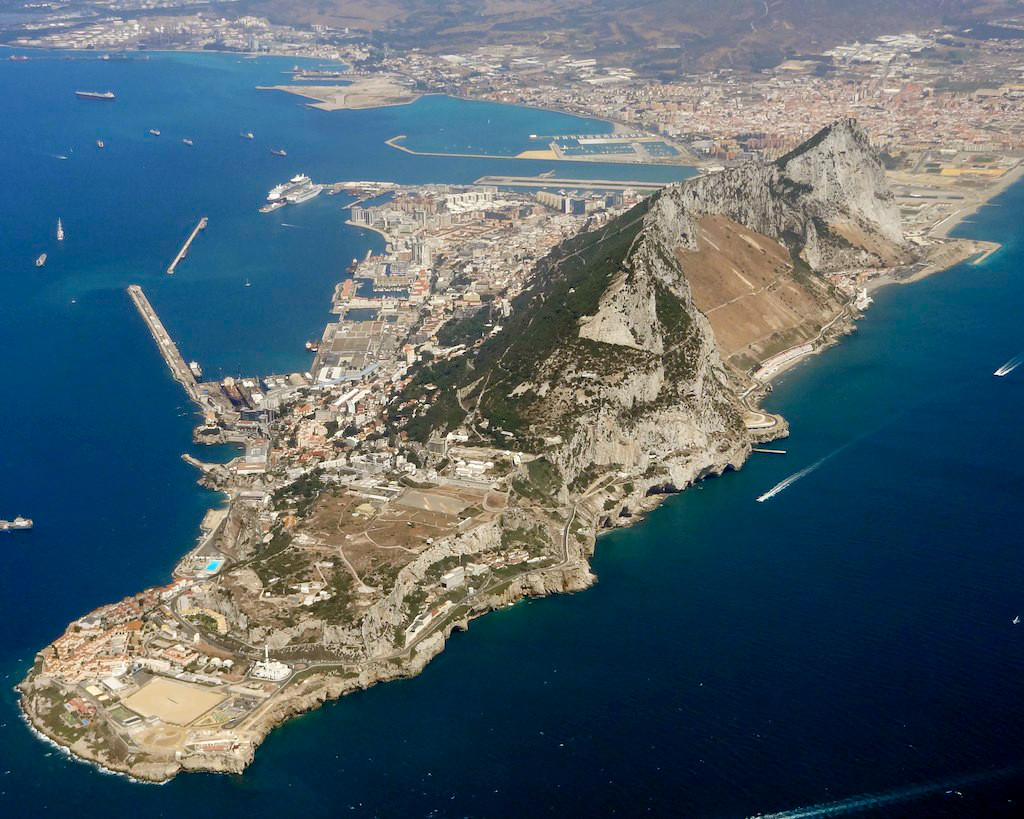
Rocher de Gibraltar.
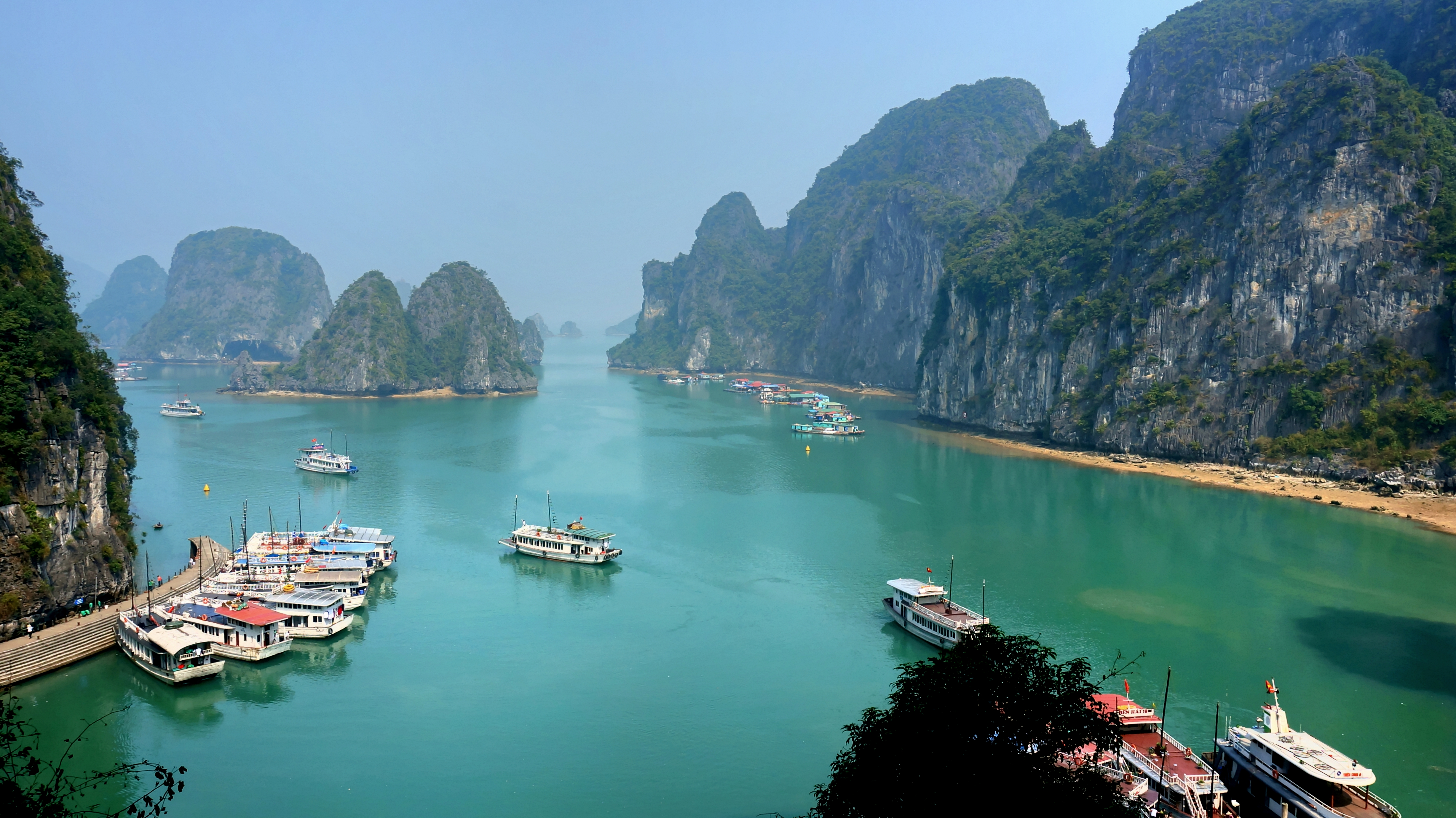
Milliers d’îles monolithes de la baie d'Along au Viêt Nam.
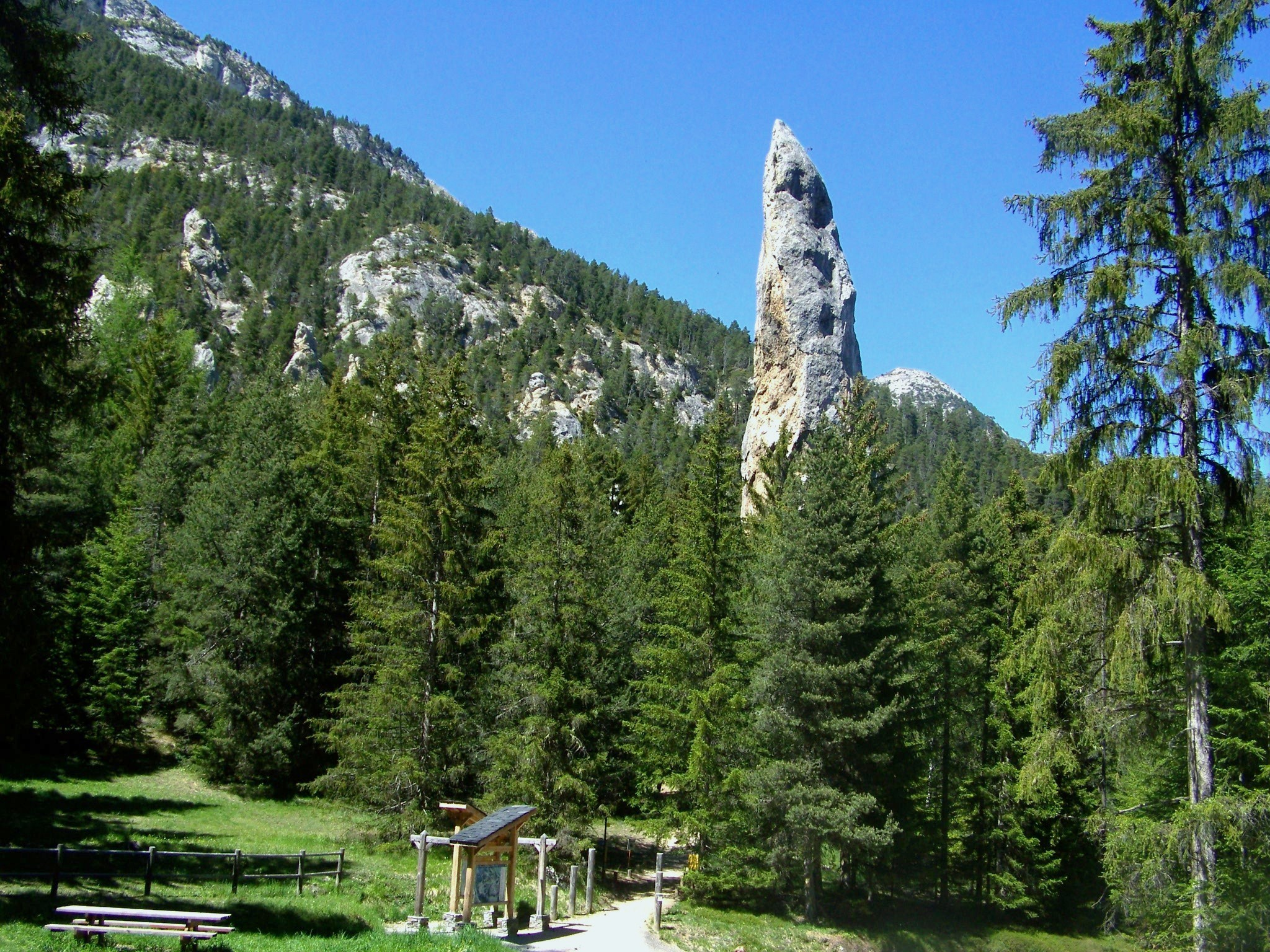
Monolithe de Sardières, des Alpes savoyardes.
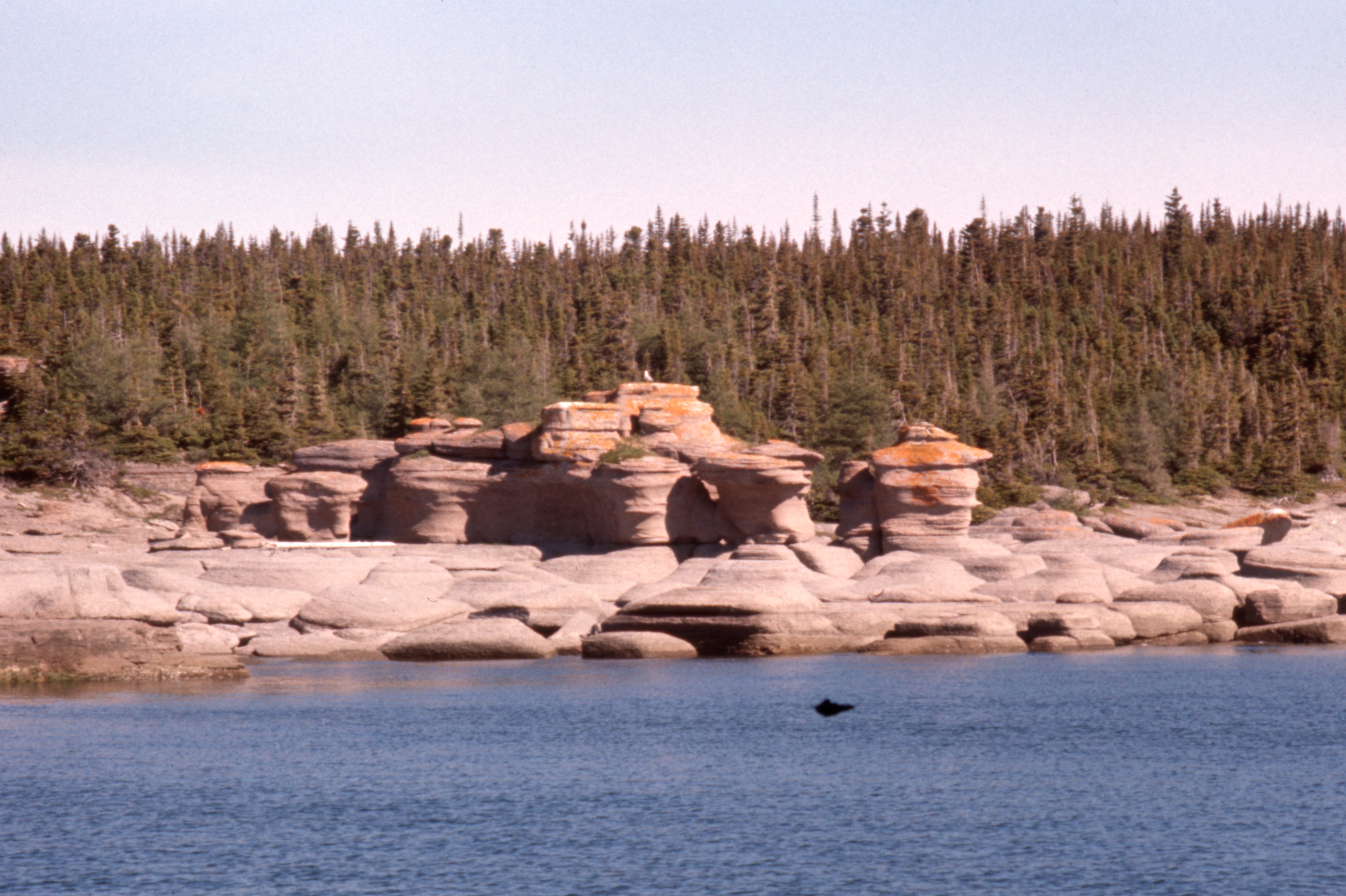
Ile du Fantôme,  Réserve de parc national de l'Archipel-de-Mingan, golfe du Saint-Laurent, Québec, Canada
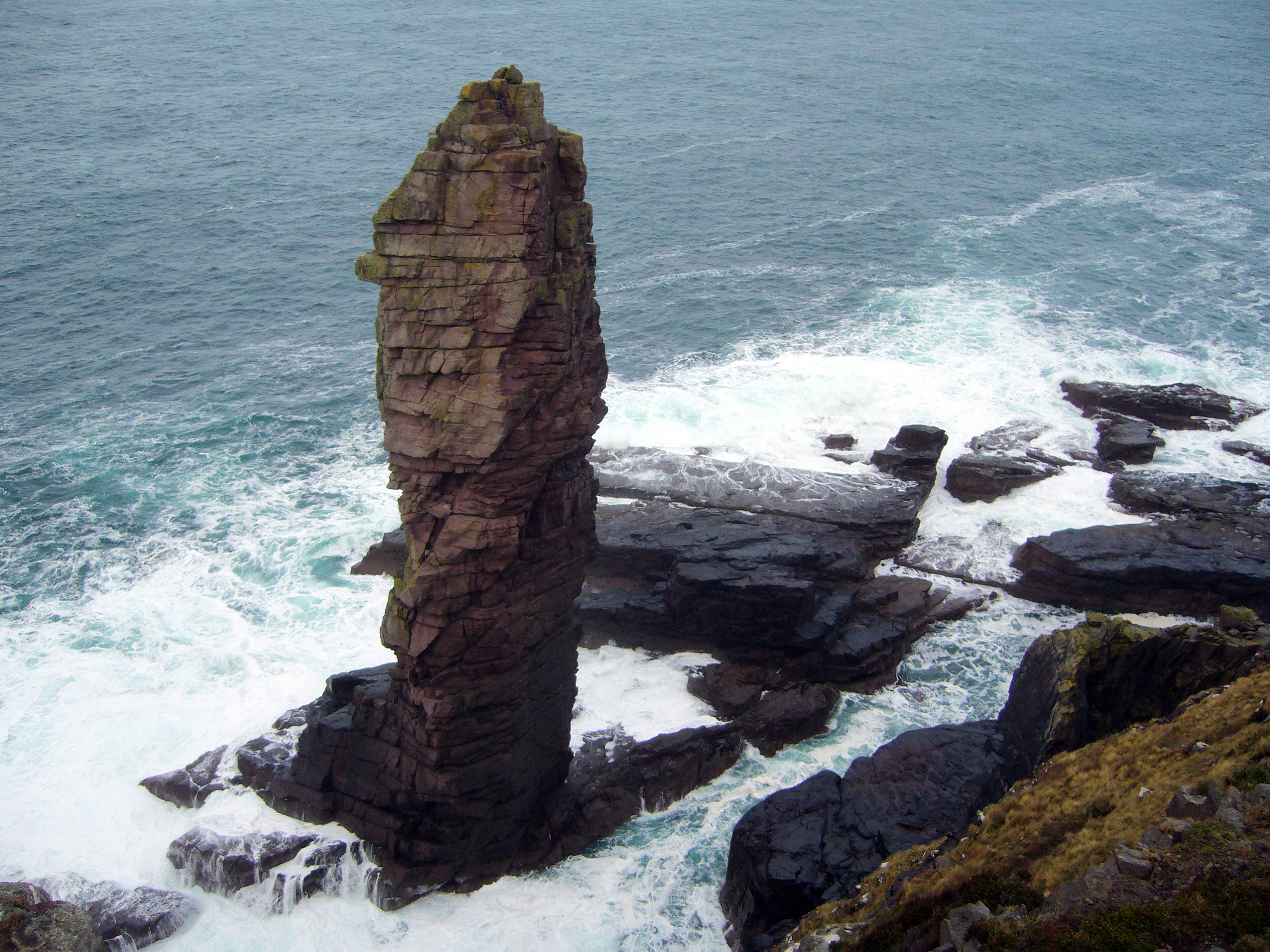
Old Man of Stoer en Écosse.
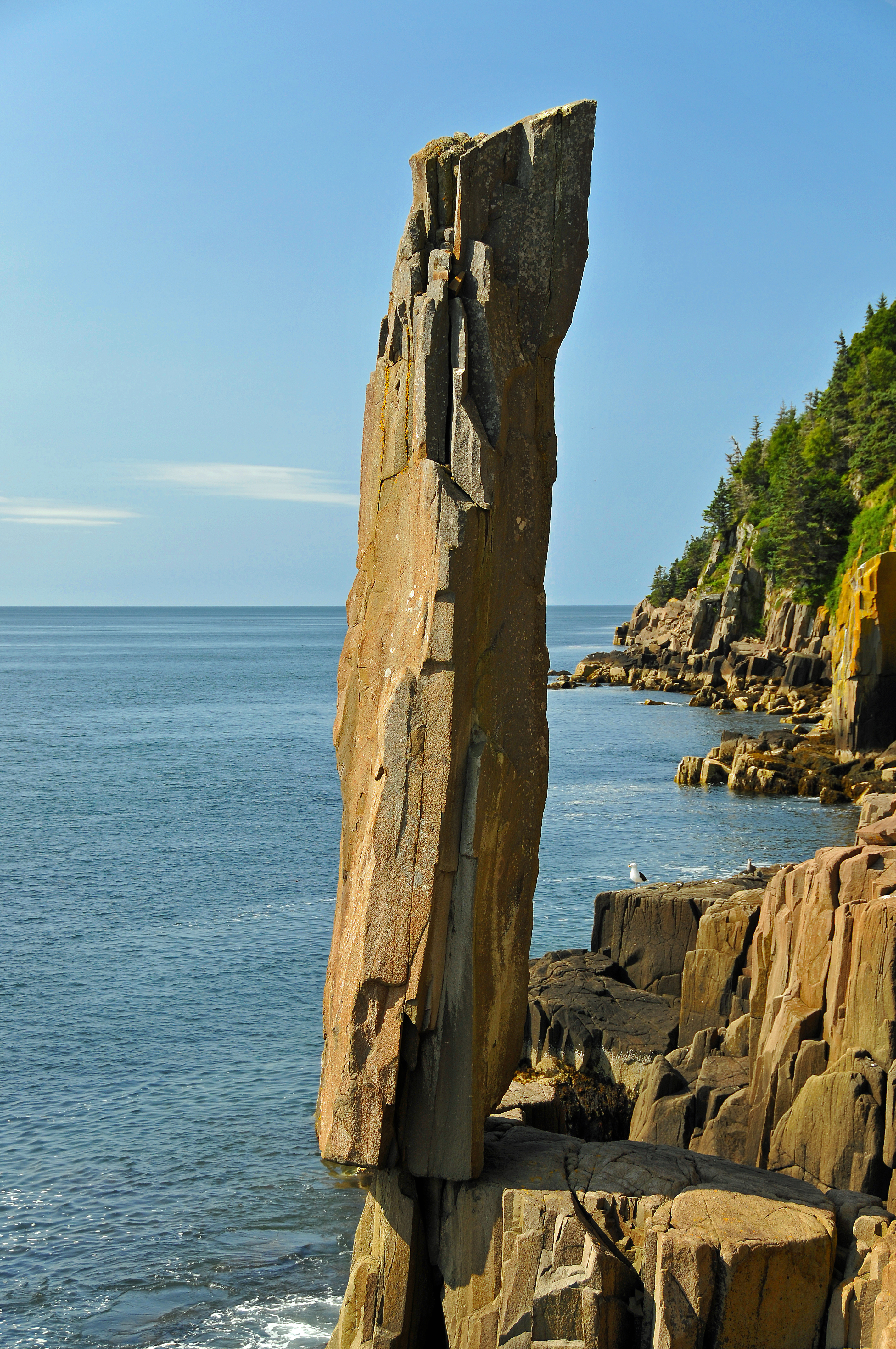
Balancing Rock au Canada.
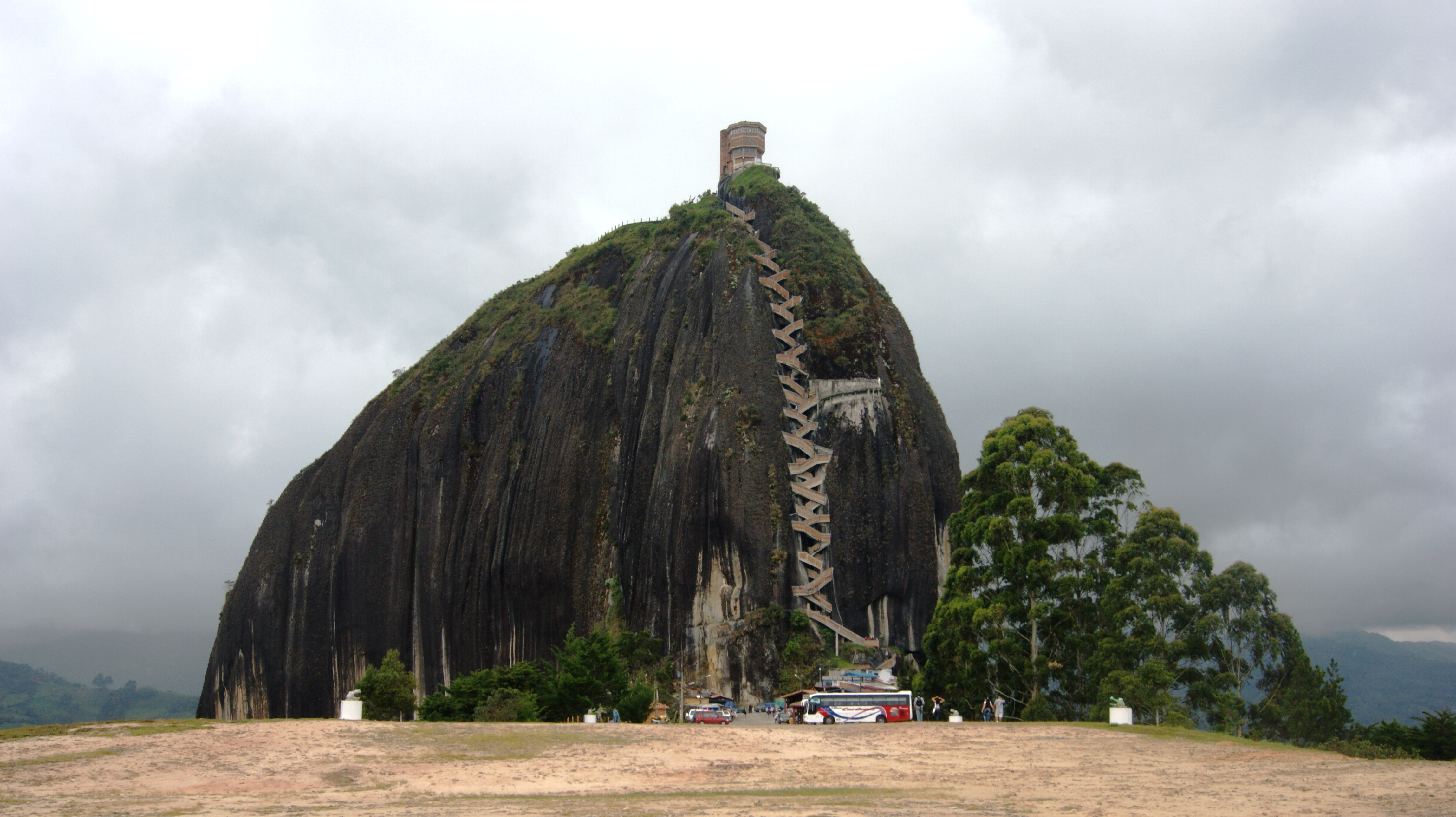
Peñón de Guatapé, en Colombie.
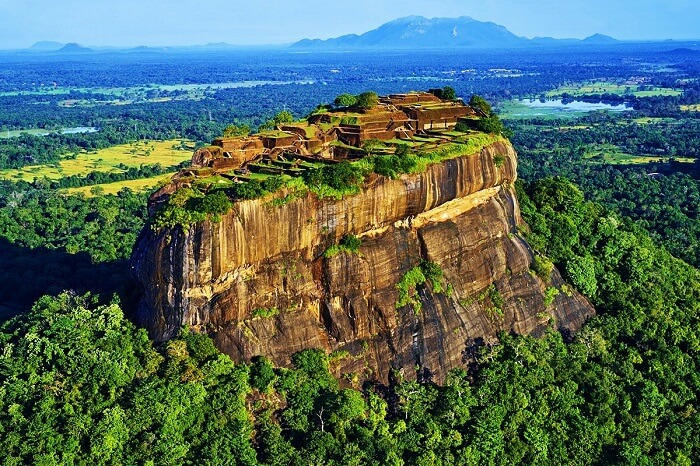
Rocher de Sigirîya, au Sri Lanka.
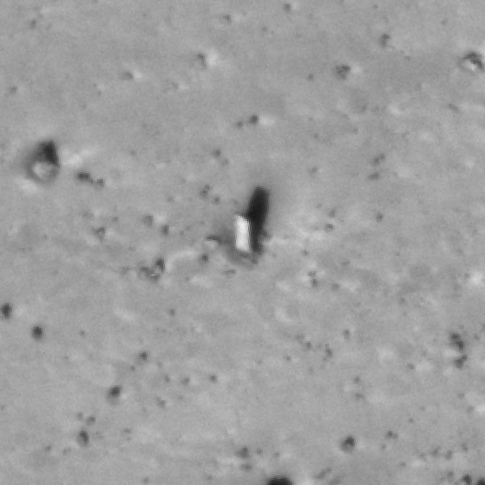
Monolithe de Mars, de la mission Mars Reconnaissance Orbiter en 2005.

## Monolithes taillés ou déplacés par l'homme
Un bloc de pierre taillée, par opposition à un assemblage de pierres, comme un linteau par exemple, est un monolithe taillé. Le linteau ayant été taillé dans un monolithe. Il n'est donc pas nécessairement de très grande taille.
Un monolithe peut aussi constituer un monument à lui seul (statue, pierre monolithique). On retrouve des pierres monolithiques sacrées dès la Préhistoire (menhirs) et dans de nombreuses civilisations, comme la civilisation maya (stèles représentant des souverains ou encore les « zoomorphes » originaux de Quiriguá) et Aztèques (le monolithe de Coatlicue qui représente la déesse de la mort, ou encore le monolithe décoré de Tizoc représentant les quinze victoires de ce souverain). Parmi les premiers édifices constitués de monolithes figurent les menhirs, les cromlechs, et les alignements mégalithiques, à partir du Ve millénaire av. J.-C..
Un monolithe peut aussi constituer un élément architectural d'un édifice composé d'un seul élément (colonne, linteau, etc.). On considère un édifice en béton armé comme « monolithe » (par opposition à un mur en briques ou en blocs de béton).

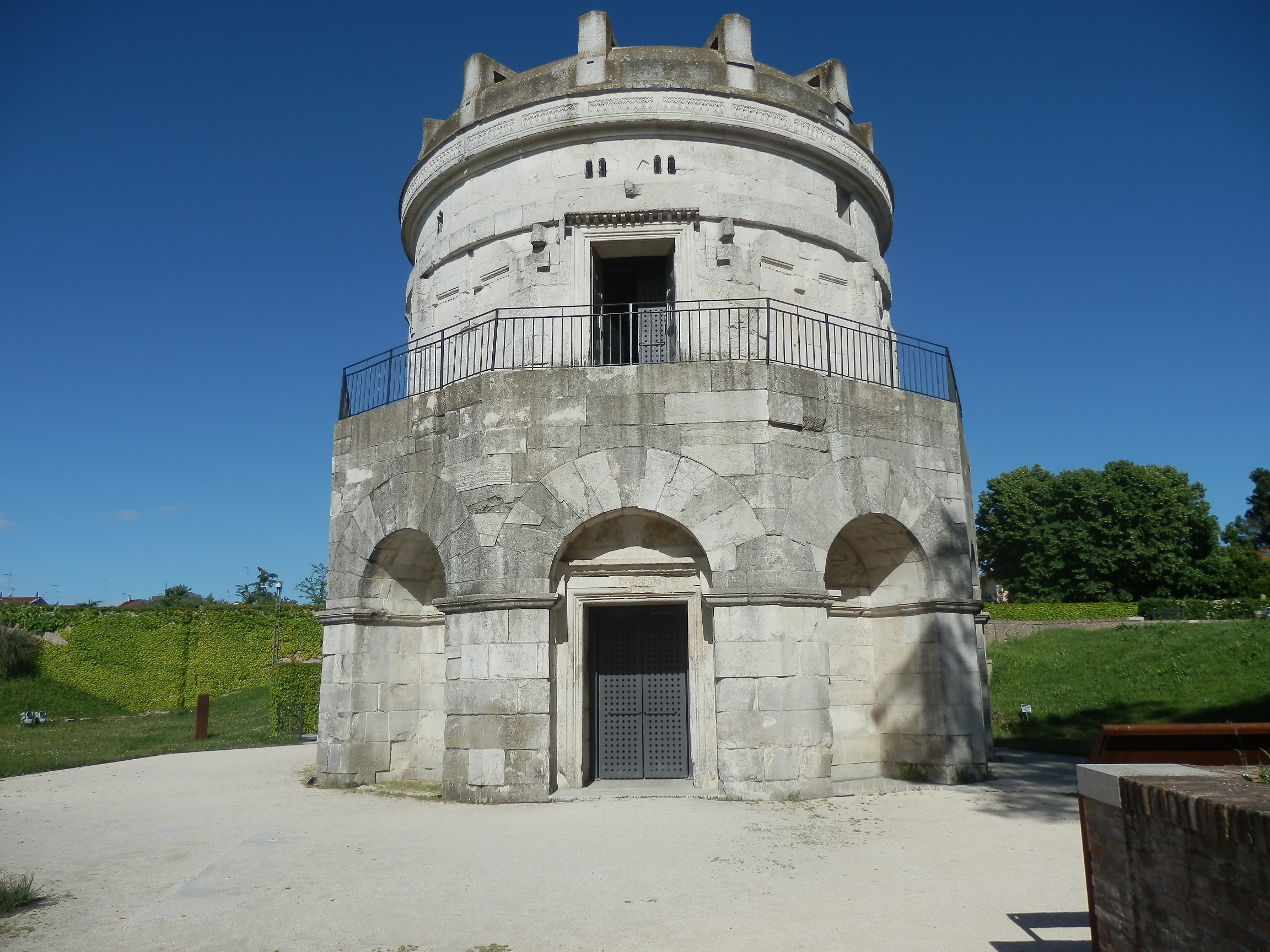
Coupole du mausolée de Théodoric, de Ravenne en Italie.
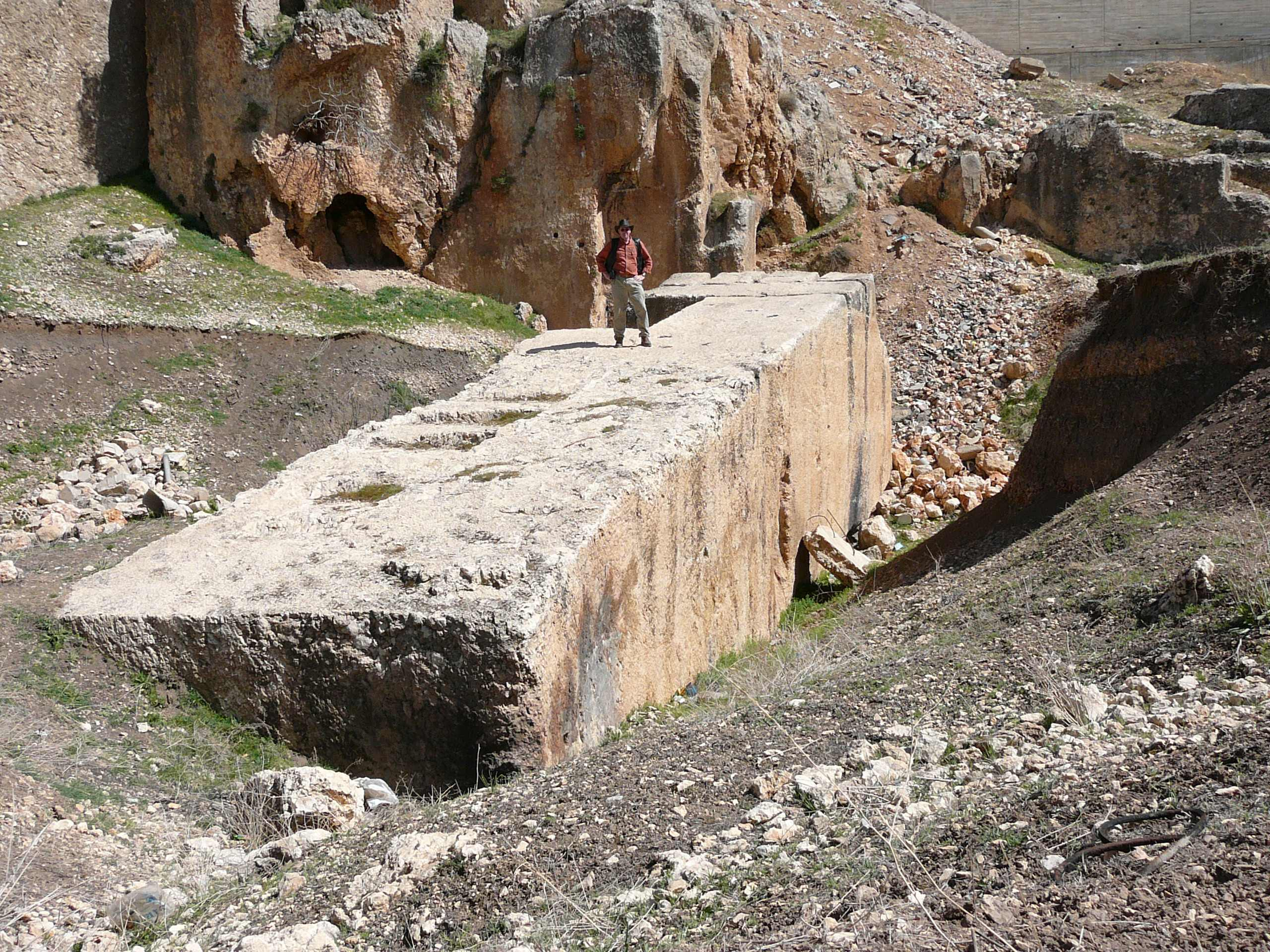
La Pierre du sud sur le site de Baalbek au Liban.
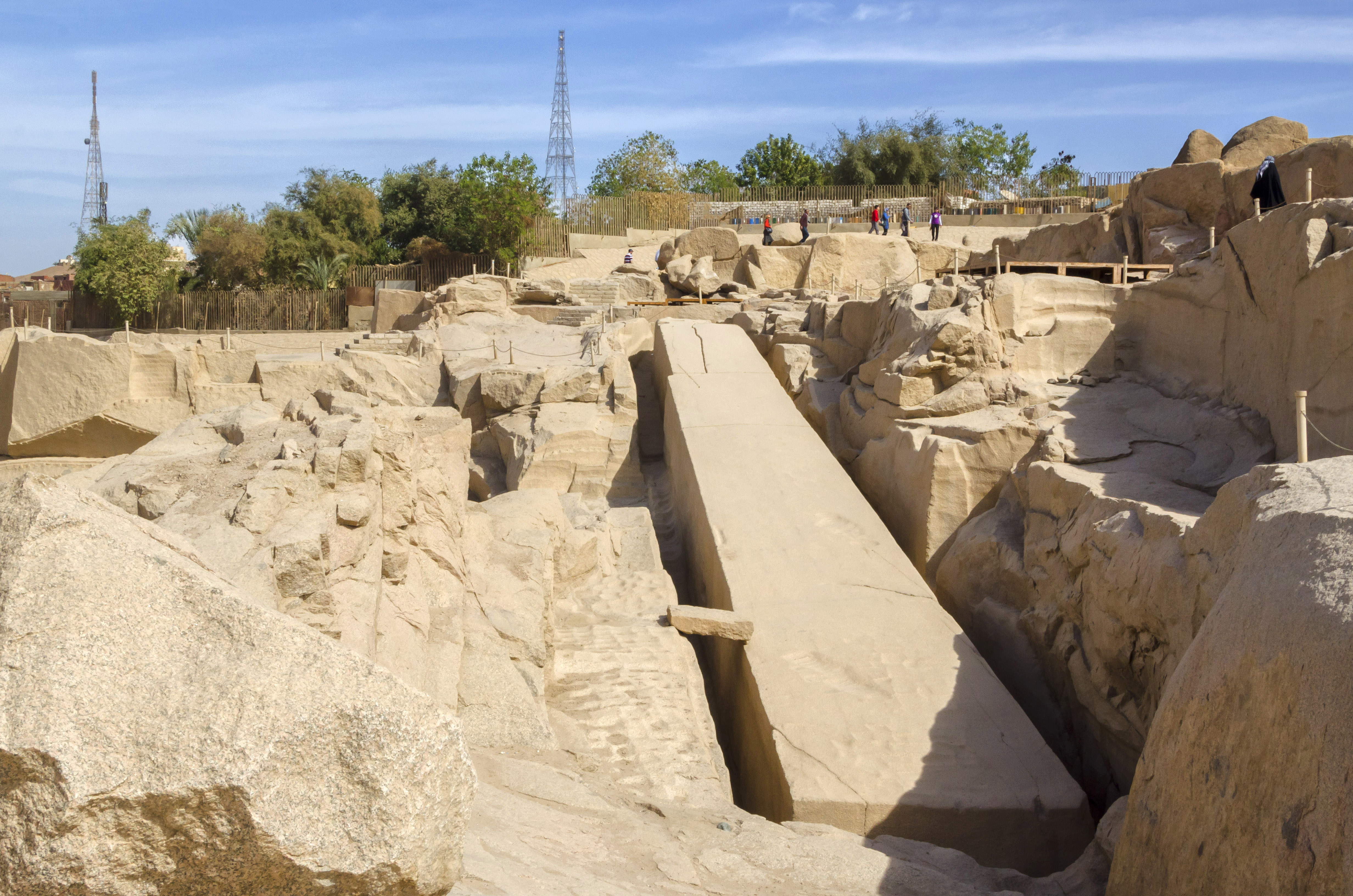
Obélisque inachevé d'Assouan en Égypte .
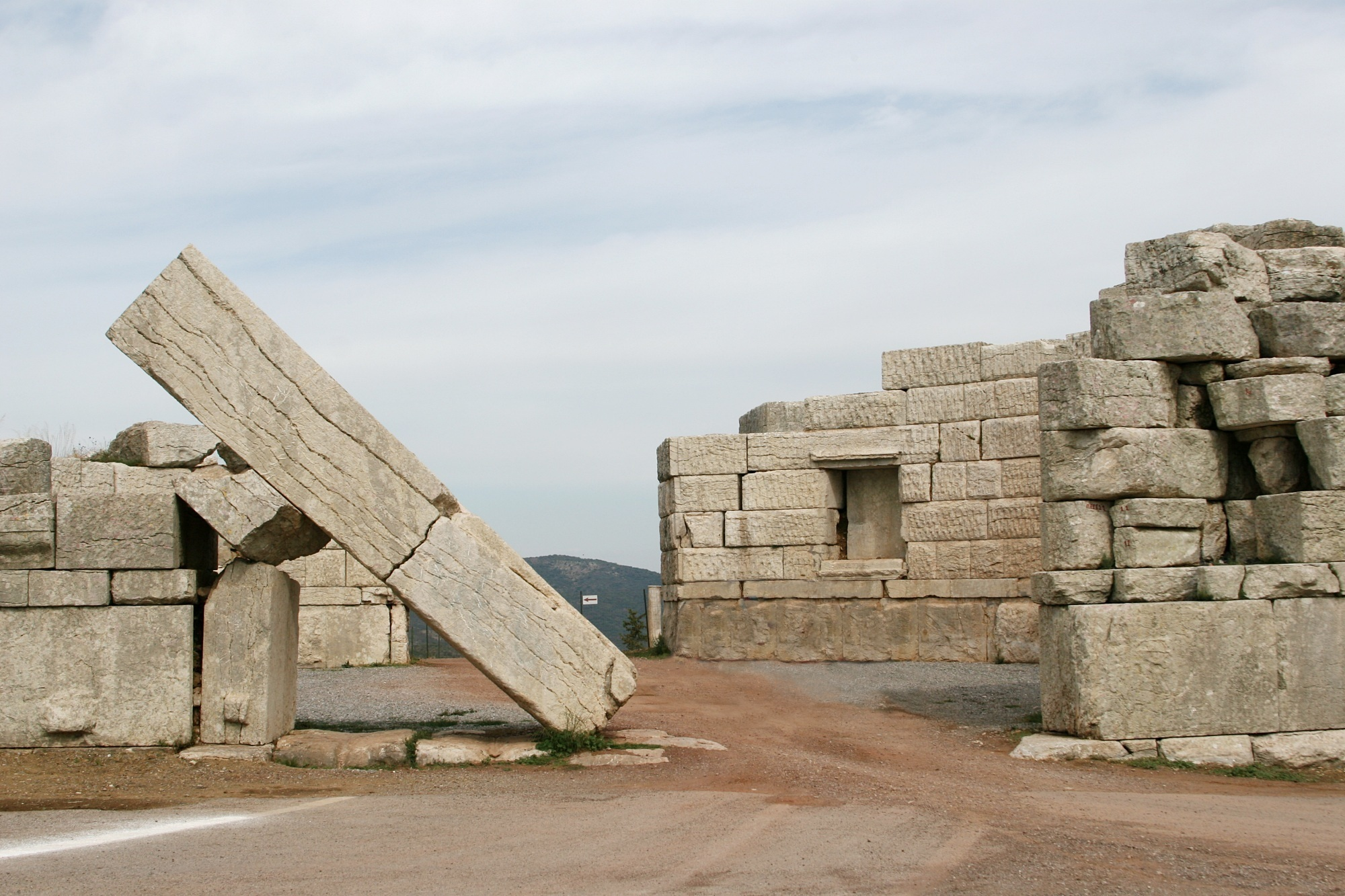
Linteau de la porte d'Arcadie à Messène de la Grèce antique.
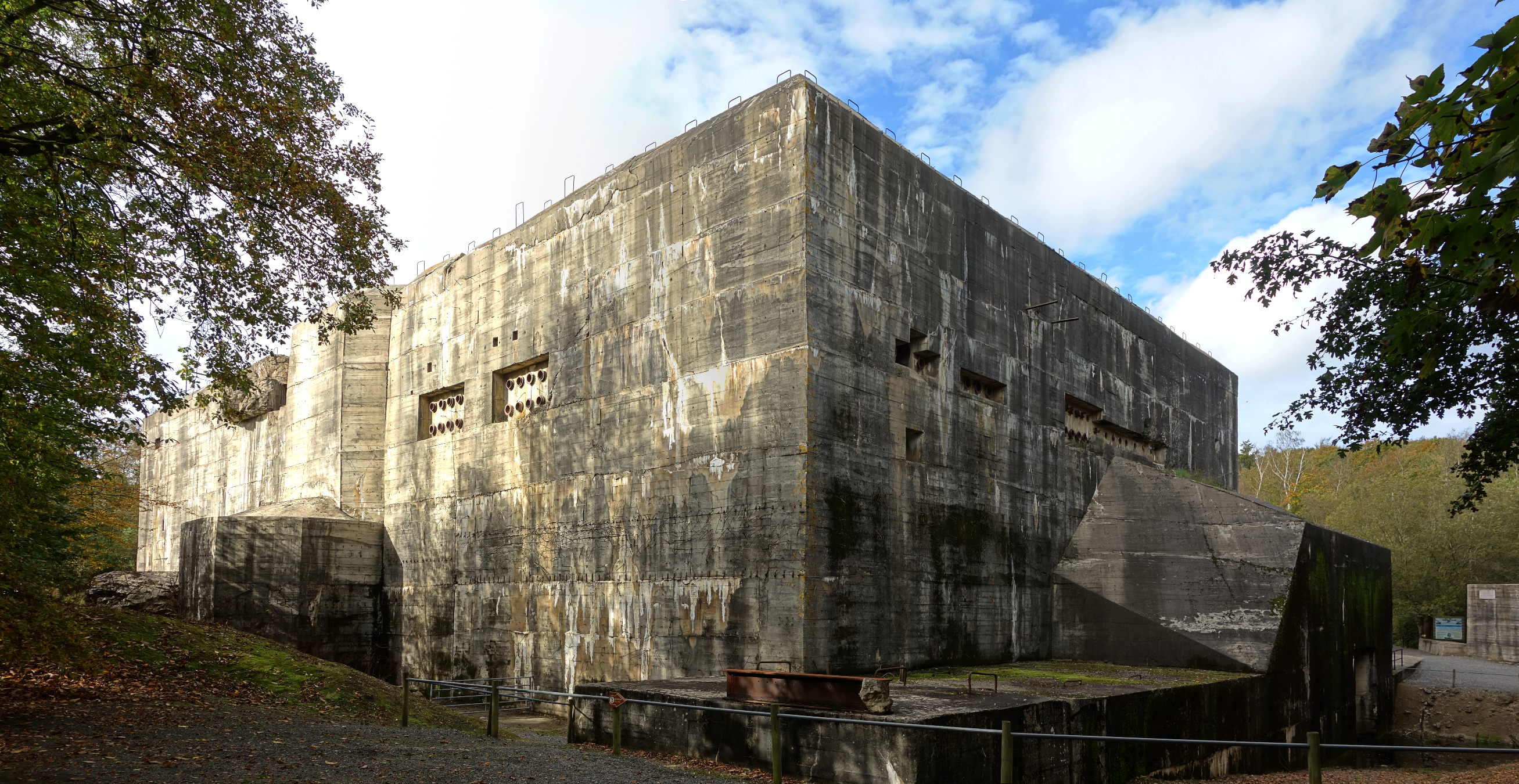
Blockhaus d'Éperlecques de la Seconde Guerre mondiale, en béton armé, du Pas-de-Calais.

### Les plus grands monolithes d'origine anthropique

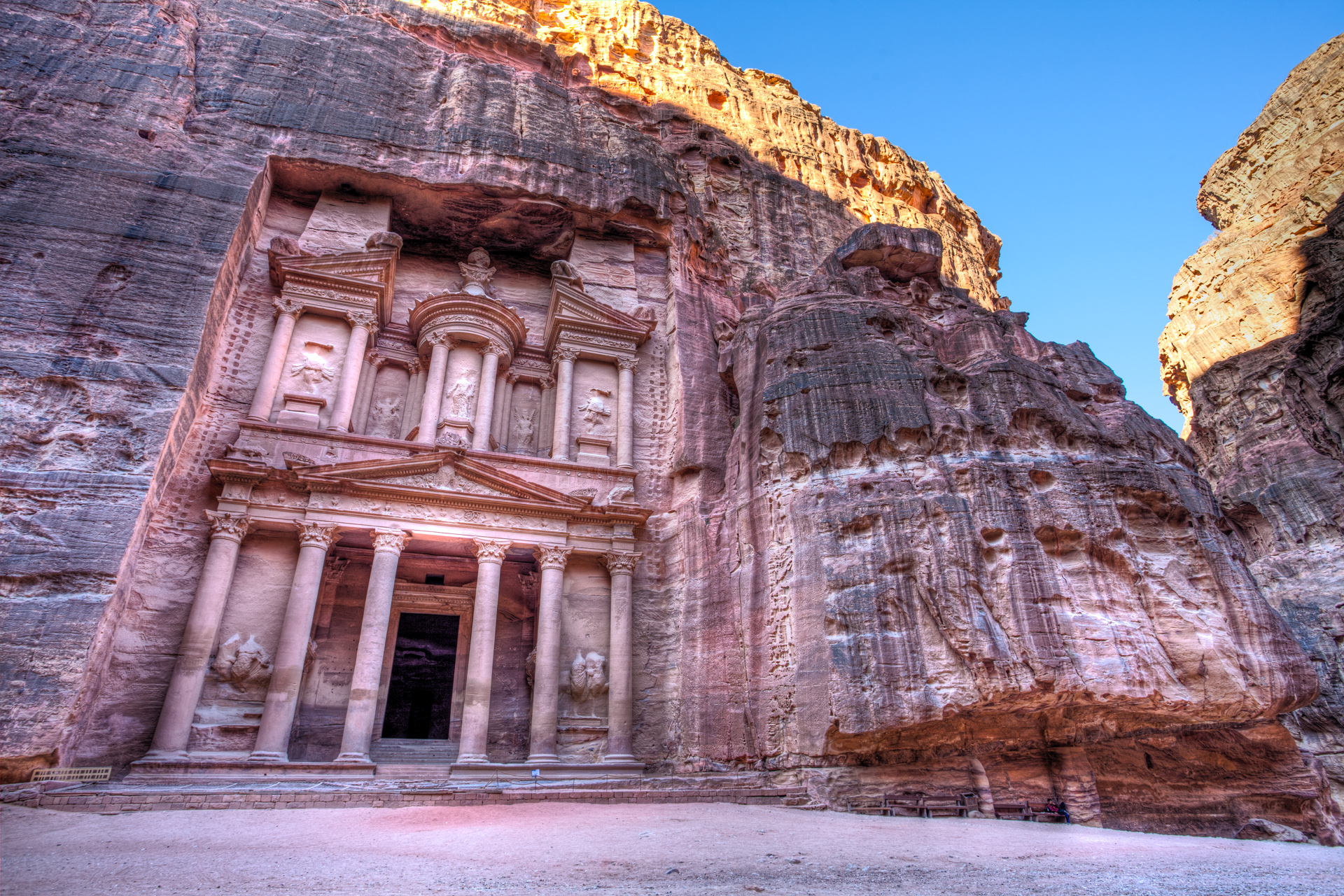
Pétra en Jordanie (architecture monolithe du VIIIe siècle av. J.-C.).

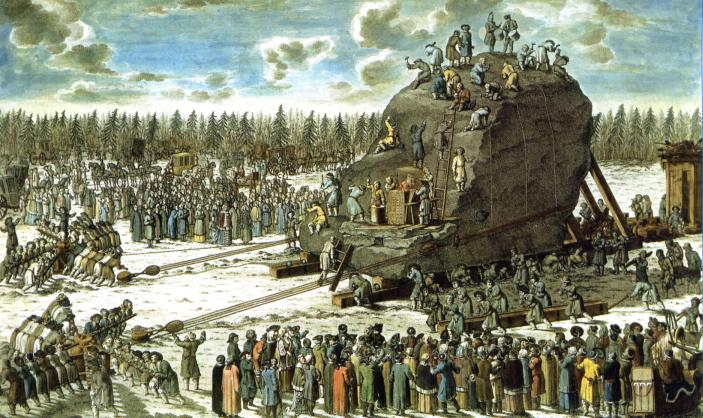
Transport du piédestal de granite monolithe du Cavalier de bronze vers Saint-Pétersbourg en 1770.

#### La plus grosse pierre déplacée par l’homme
Le piédestal de granite du Cavalier de bronze (du tsar de toutes les Russies Pierre le Grand) transporté à Saint-Pétersbourg en 1770 (en présence de l’impératrice Catherine II de Russie) est réputé pour être la plus grosse pierre jamais déplacée par l'homme. On cite les chiffres suivants : 7 × 14 × 9 m, pour 1 500 tonnes.

#### La plus grosse pierre jamais taillée par l’homme
L’obélisque inachevé d’Assouan est donné pour 1 200 tonnes. Mais il n’est jamais sorti de sa carrière. Il n’est pas détaché du socle rocheux.

#### La plus grosse pierre taillée jamais déplacée par l’homme
La pierre de Baalbek dite Hadjar-el-Qoublé (la Pierre du sud ou Pierre de la femme enceinte) est donnée pour 21,5 × 4,8 × 4,2 m, soit de 900 à 1 100 tonnes selon des estimations assez constantes. Elle n'est pas sortie de la carrière, et elle est restée plantée en oblique, au lieu de son extraction.

#### Le plus grand de tous les obélisques égyptiens
L’obélisque du Latran, à Rome a été brisé en trois morceaux, mais reconstitué et ré-érigé (ou le contraire) par le pape Sixte V. On donne des chiffres variables, sans doute 32 m de haut pour un poids de 400±50 tonnes.

#### Quelques autres monolithes renommés

Quelques monolithes d'Égypte antique
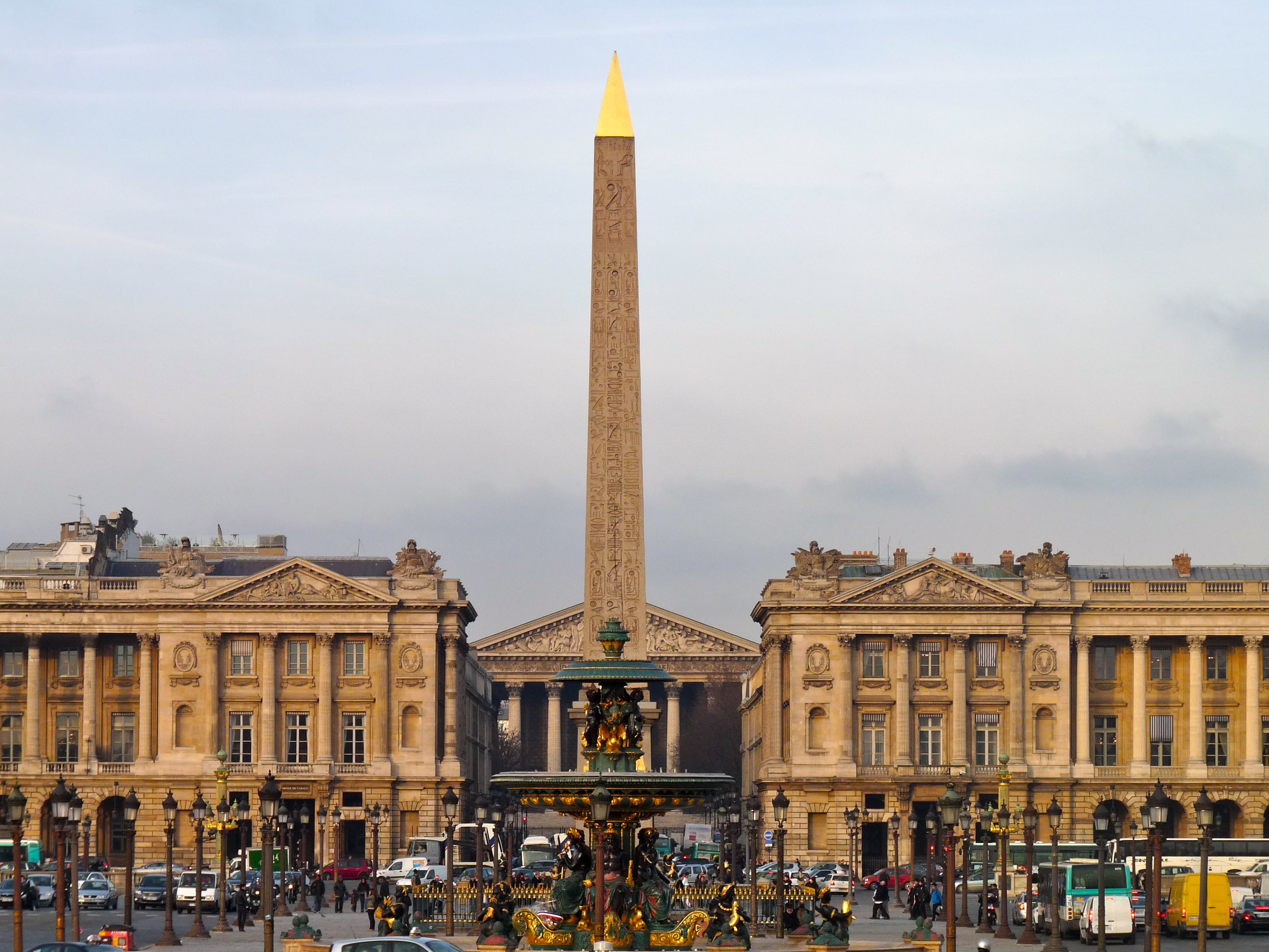
Obélisque de Louxor, place de la Concorde à Paris.
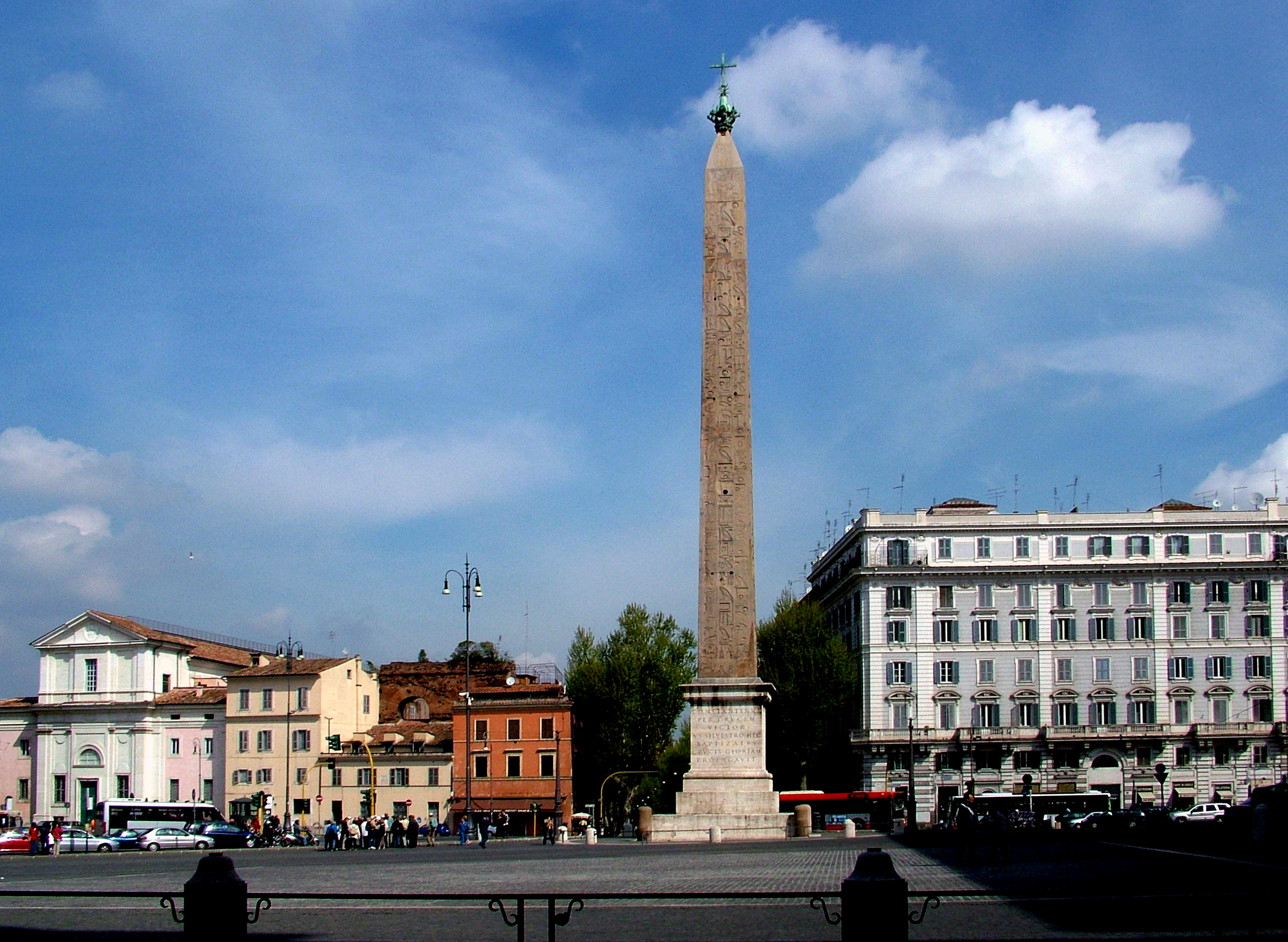
Obélisque du Latran, à Rome.
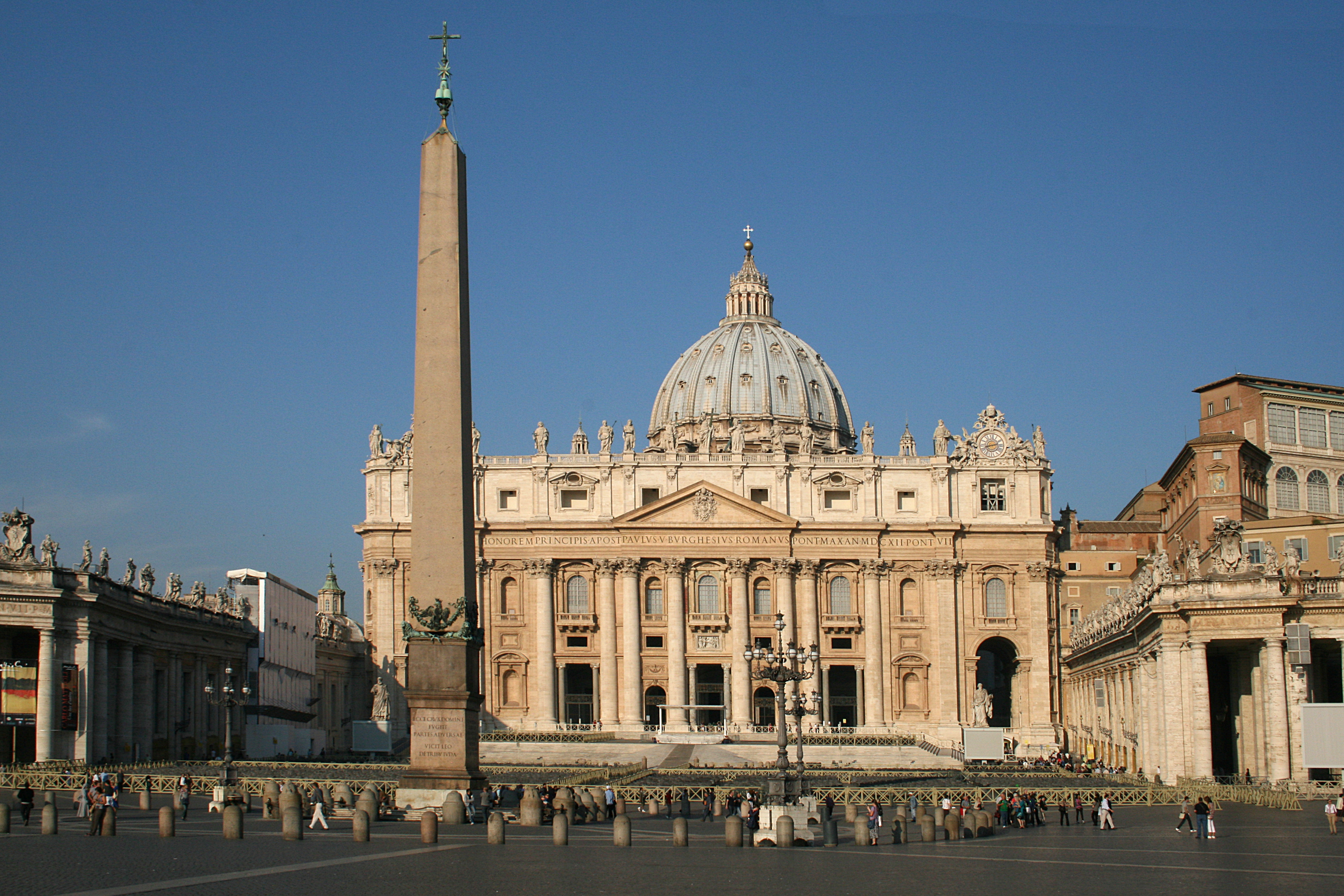
Obélisque du Vatican, à Rome.
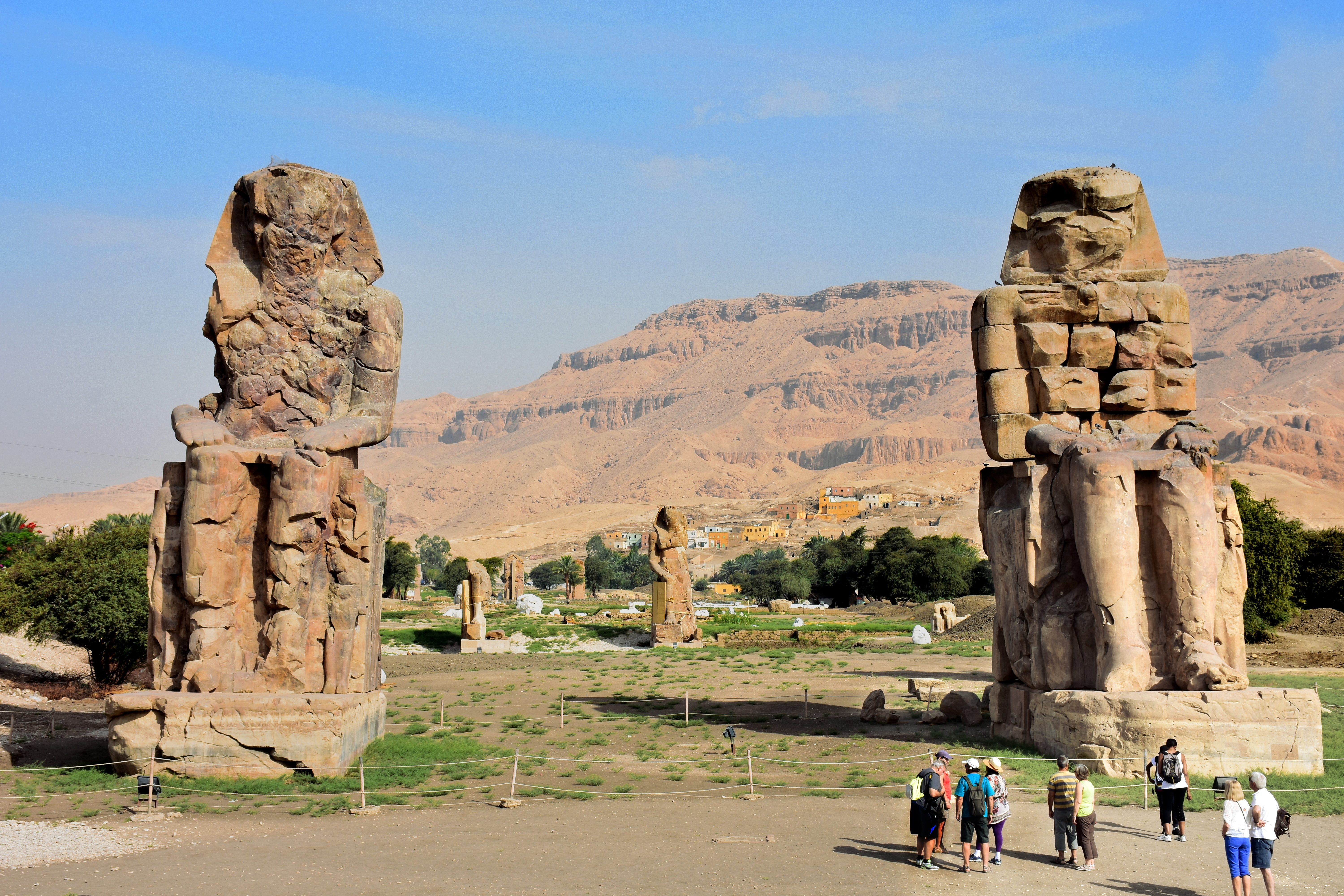
Colosses de Memnon, à Thèbes en Égypte.

- Les colosses de Memnon, à Thèbes en Égypte, pèsent chacun 1 300 tonnes (statue 750 t, piédestal 550 t)[7].
- L'acropole de Baalbek, vingt-quatre monolithes, le plus lourd pesant plus de 800 tonnes[8].
- Le temple de Jérusalem, les pierres ayant servi à la construction de la fondation du mont Moriah (Shetiyah Ha Kotel) sont estimées à 800 tonnes chacune.
- Le monolithe de la colonne d'Alexandre long de 25,45 mètres, de 3,5 mètres de diamètre et pesant 661 tonnes est en granit rouge. Posé sur un piédestal et surmonté de la sculpture d'un ange, il se trouve sur la place du Palais à Saint-Pétersbourg.
- Le grand menhir brisé d'Er Grah de Locmariaquer, brisé en cinq morceaux, mesurait environ 25 m et pesait environ 300 tonnes.
- Le mausolée de Théodoric à Ravenne en Italie est couvert d'une coupole monolithe de 10 m de diamètre, pesant environ 300 tonnes.
- L’obélisque de Louxor, place de la Concorde à Paris, mesure 23 m de haut et pèse environ 230 tonnes.
- Le grand linteau de la porte d'Arcadie à Messène.
- Le monolithe Mussolini du Foro Italico, à Rome, en marbre de Carrare.
- Le monolithe du parc Vigeland, à Oslo en Norvège, en granit, mesure 17 m de haut.

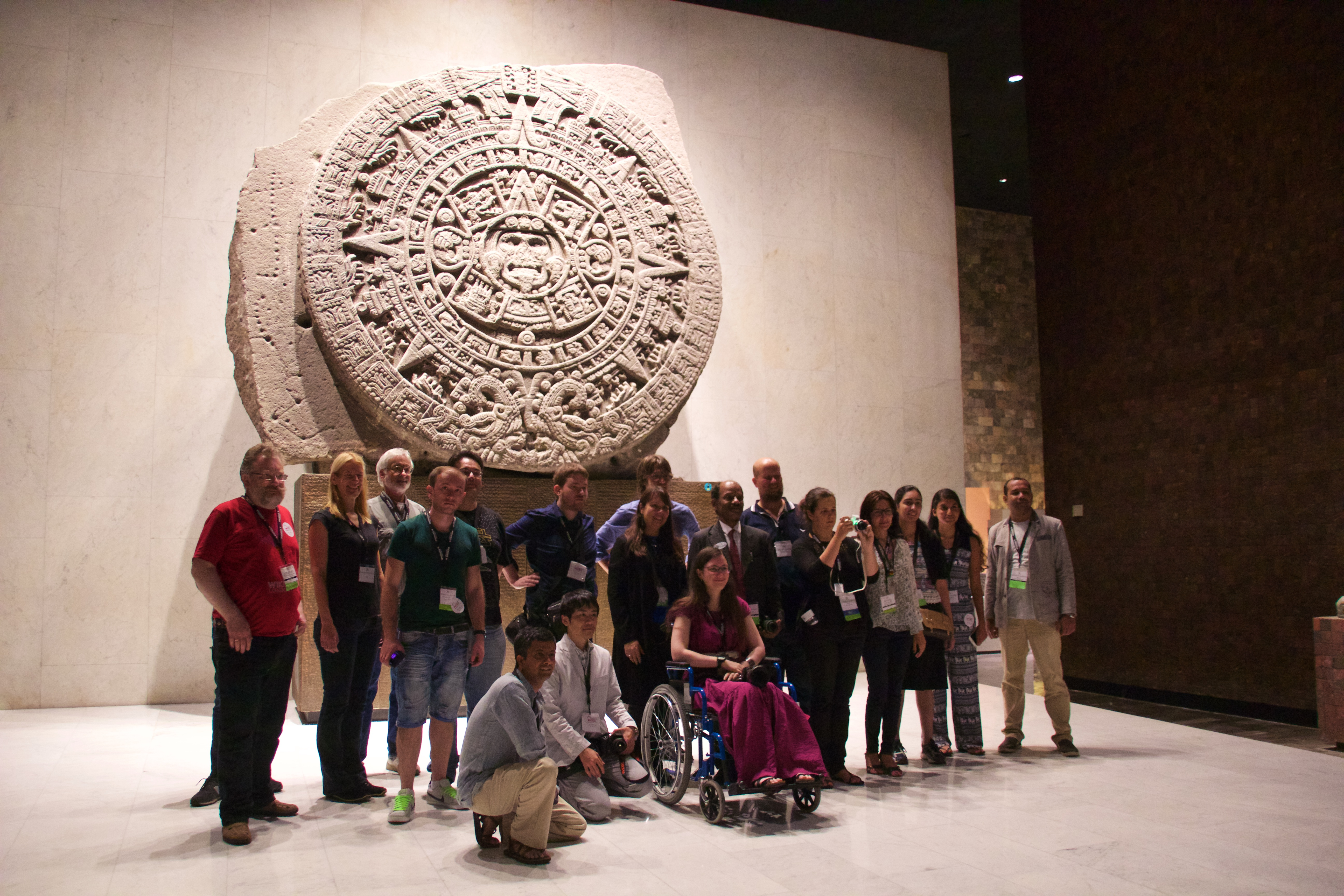
Pierre du Soleil, de Mexico.
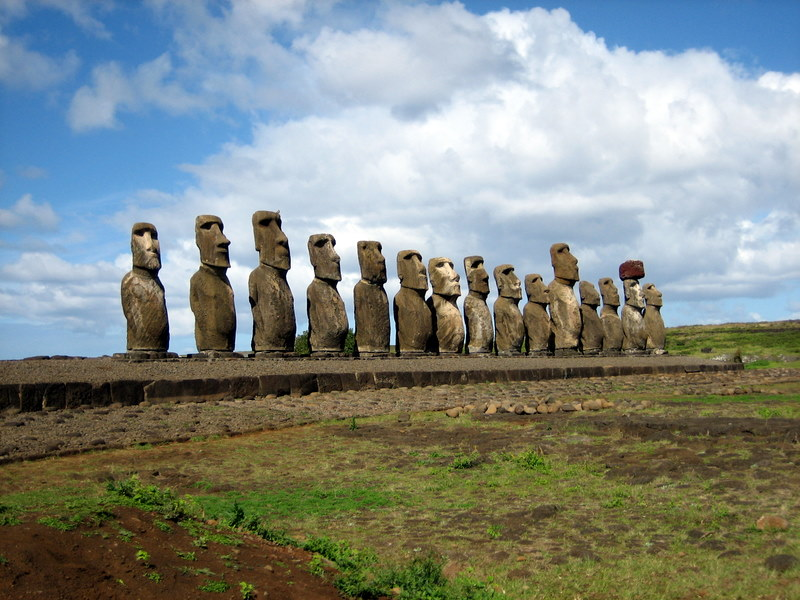
Moaïs de l'île de Pâques.
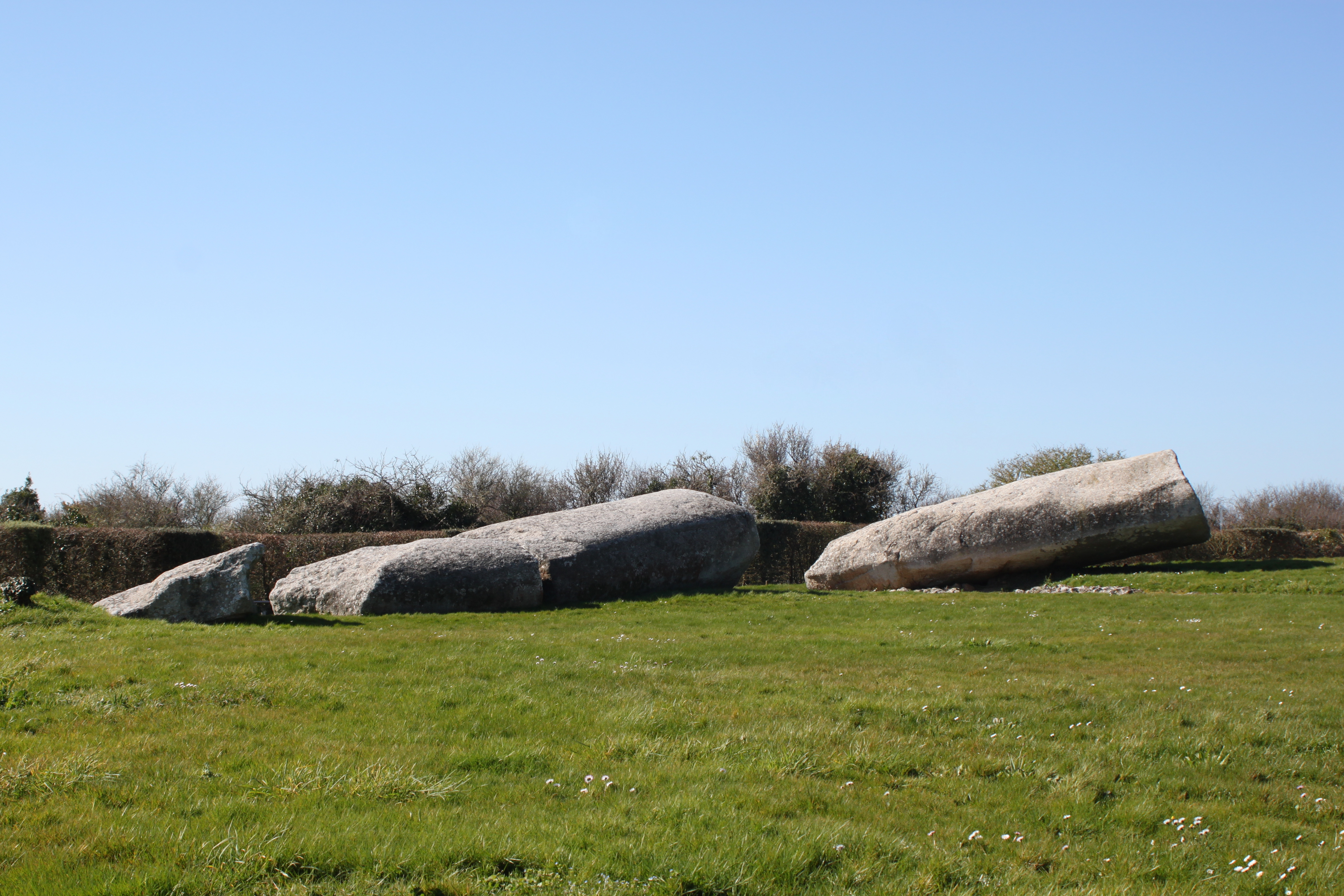
Grand menhir brisé d'Er Grah de Locmariaquer en Bretagne.
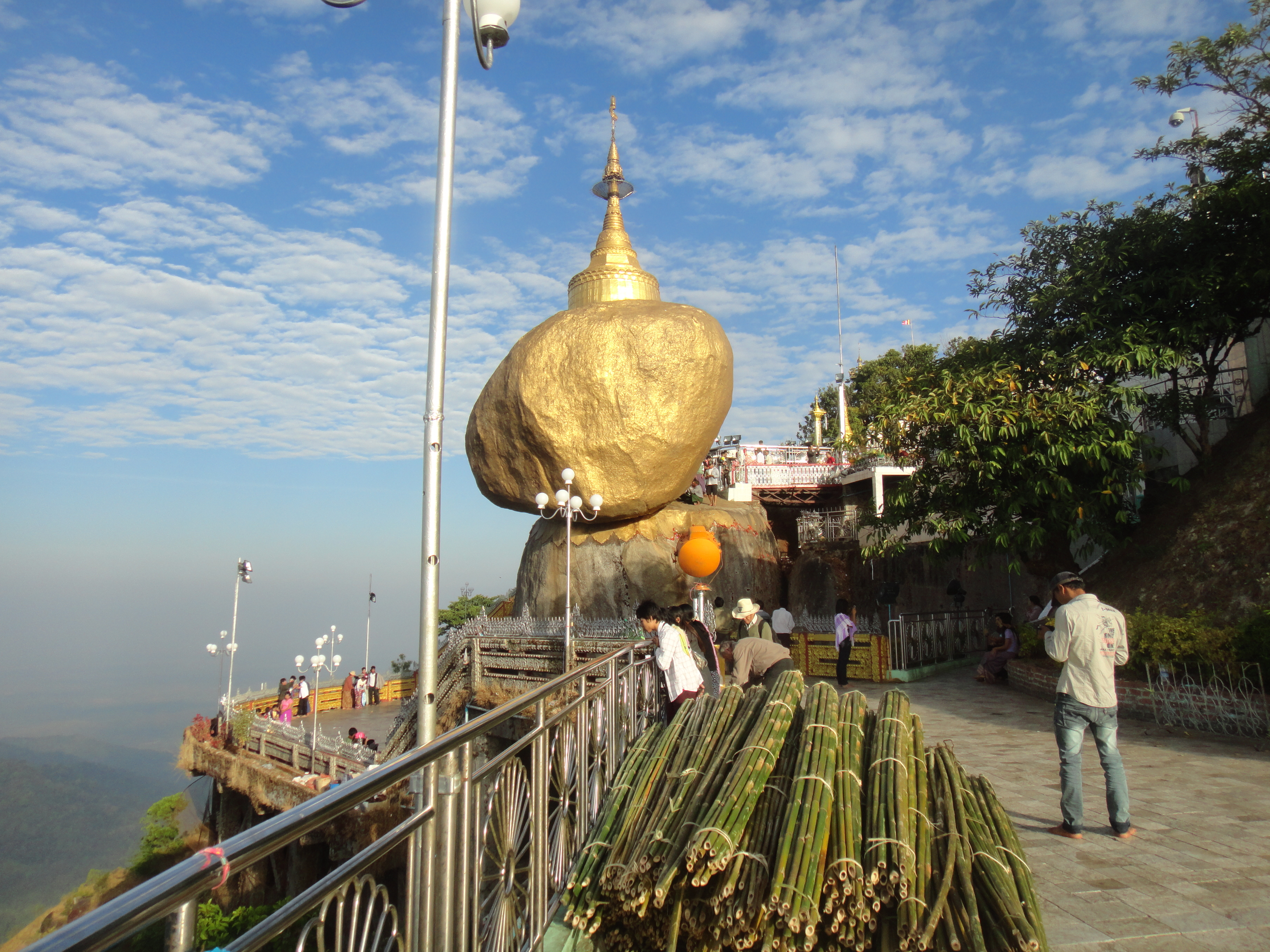
Rocher d'Or en Birmanie.
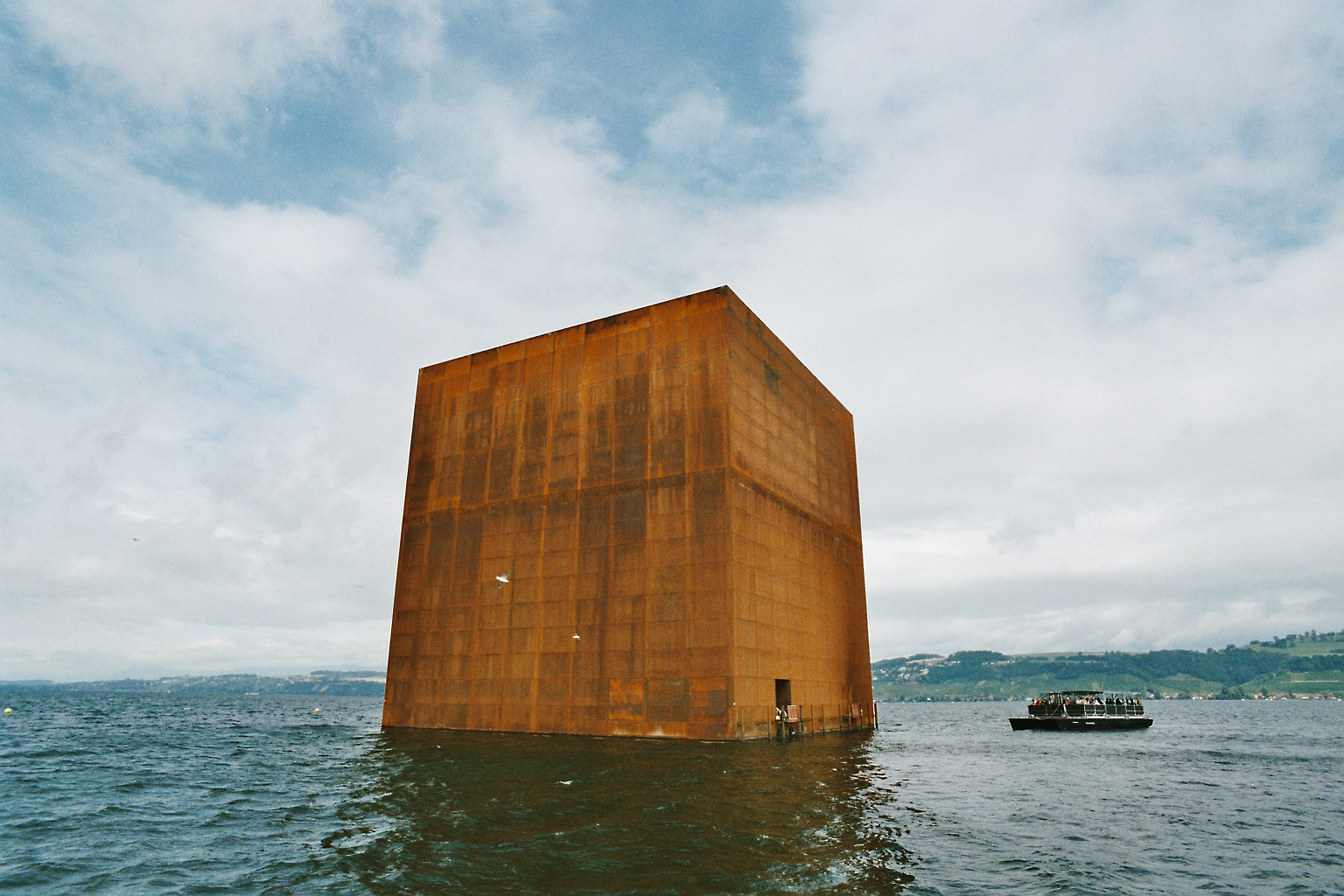
Architecture monolithe de l'architecte Jean Nouvel du lac de Morat de l'Exposition nationale suisse de 2002.
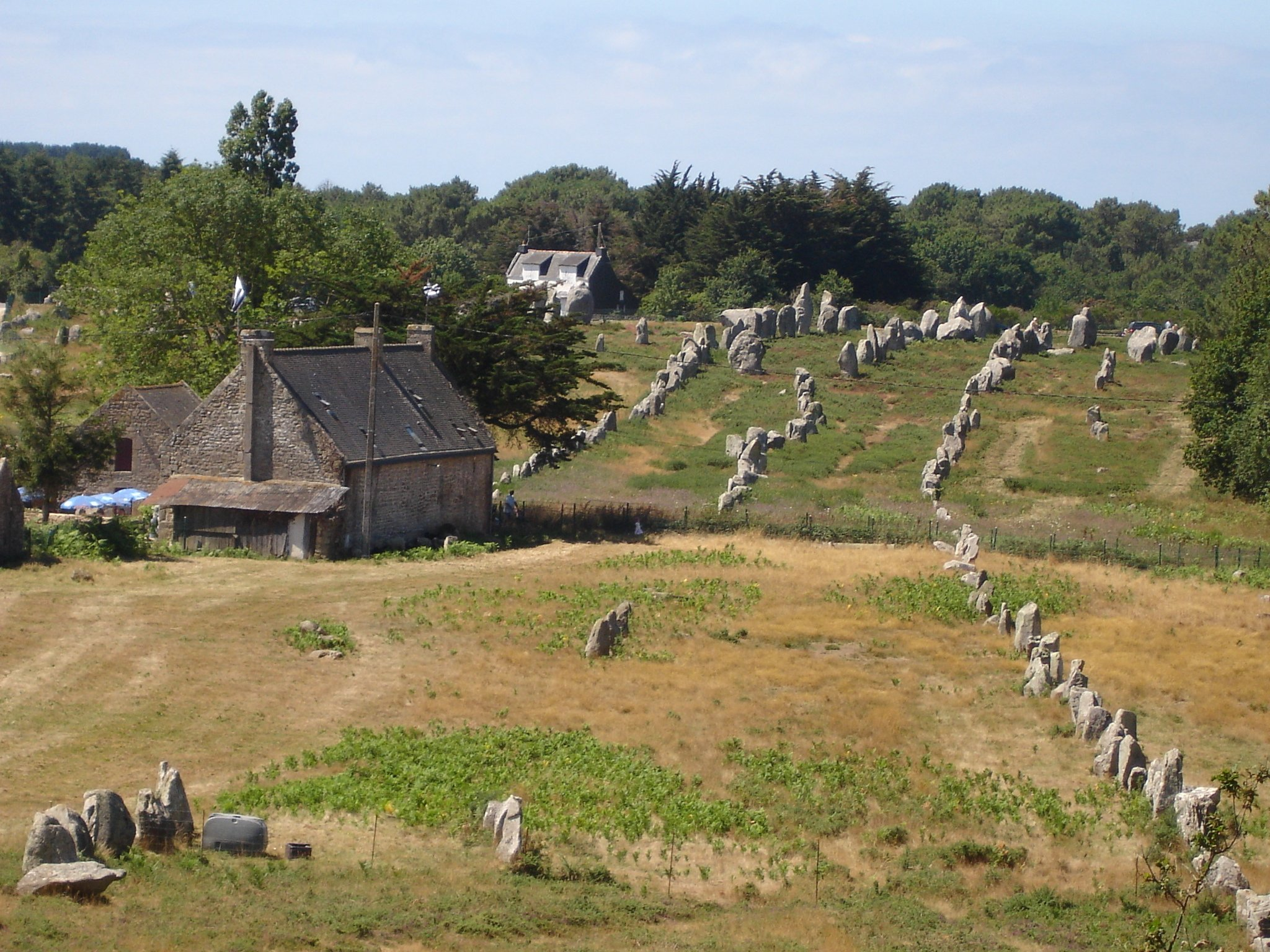
Alignements de Carnac en Bretagne (mégalithe composé de milliers de menhirs monolithes).
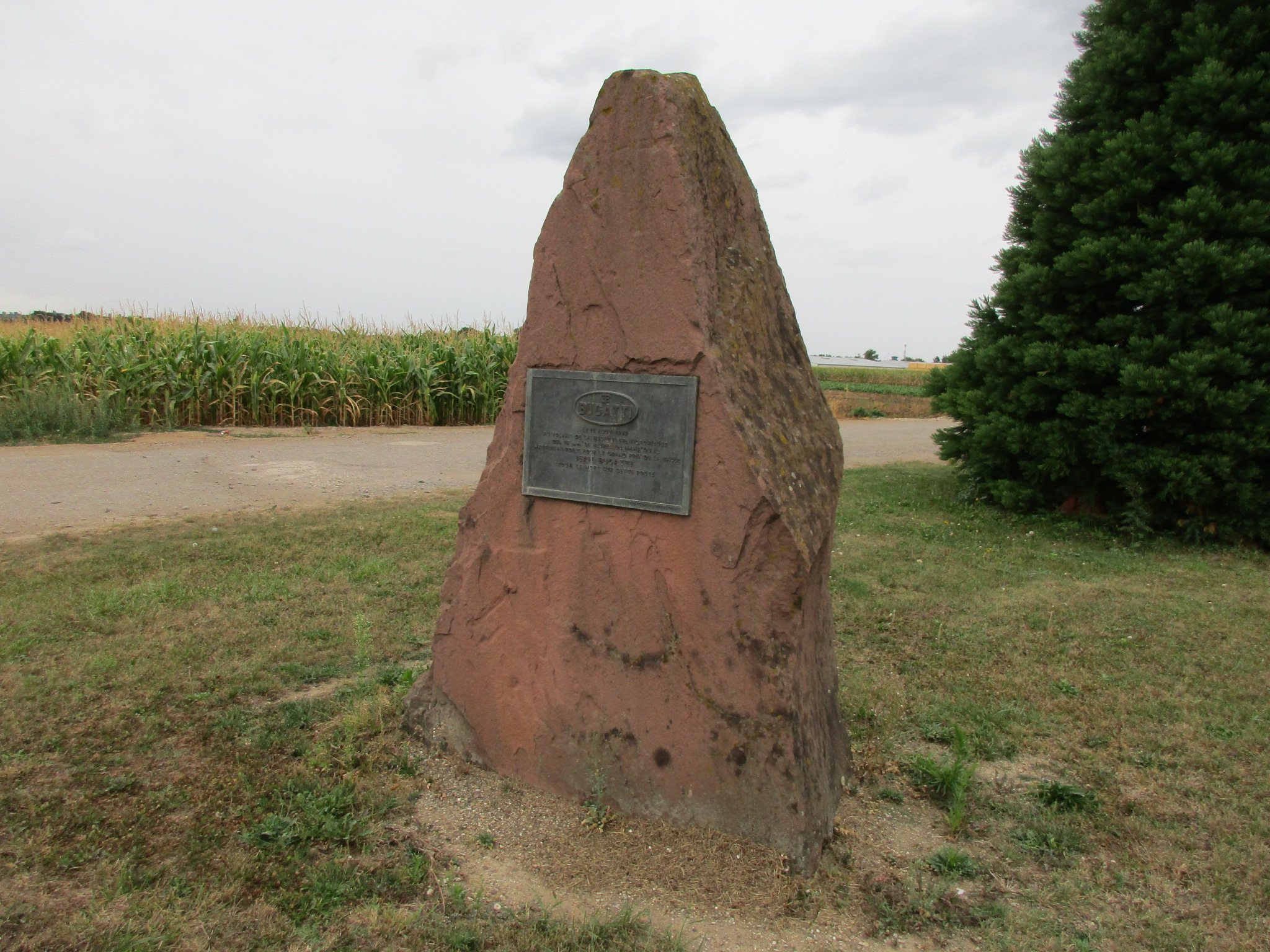
Stèle-monolithe-mémorial de Jean Bugatti (1909-1939) de Duppigheim en Alsace.

## Au cinéma

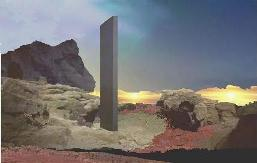
Représentation par Georges Yatridès en 2013, du monolithe du début du film 2001, l'Odyssée de l'espace, de Stanley Kubrick de 1968.

- 1968 : 2001, l'Odyssée de l'espace, de Stanley Kubrick, d’après 2001 : L'Odyssée de l'espace (roman), d'Arthur C. Clarke, un célèbre monolithe géométrique noir d'origine extraterrestre joue un rôle important et mystérieux dans l’évolution de l'histoire de l'humanité, tout au long du film.